# Lijst van landen in 1707
Hieronder volgt een lijst van landen van de wereld in 1707.

## Uitleg
- Onder het kopje Onafhankelijke landen zijn de landen (staten) in de wereld opgelijst die in 1707 onafhankelijk waren.
- Samenlevingsvormen kunnen, naarmate van complexiteit, onderverdeeld worden in bands, stammen, chiefdoms en staten. Op deze pagina zijn alleen de meest complexe vormen, de staten, opgenomen. Het onderscheid tussen een chiefdom en een staat is echter niet altijd eenvoudig te bepalen en verschilt per bron. Hierdoor is het mogelijk dat bepaalde in deze lijst opgenomen landen in sommige bronnen als chiefdoms aangemerkt worden, terwijl niet in deze lijst opgenomen chiefdoms in sommige bronnen toch als staten worden beschouwd.
- Alle de facto onafhankelijke staten die niet, of slechts in zeer beperkte mate, door andere landen werden erkend, zijn weergegeven onder het kopje Niet algemeen erkende landen.
- De afhankelijke gebieden, dat wil zeggen gebieden die niet worden gezien als een integraal onderdeel van de staat waar ze afhankelijk van zijn, zoals vazalstaten, protectoraten en kolonies, zijn weergegeven onder het kopje Niet-onafhankelijke gebieden.
- De in grote mate onafhankelijke rijksvrije gebieden (hertogdommen, graafschappen, heerlijkheden, rijkssteden, prinsbisdommen, etc.) die lagen binnen de grenzen van het Heilige Roomse Rijk zijn apart opgelijst onder het kopje Staten binnen het Heilige Roomse Rijk.
- De kantons, halfkantons en Zugewandte Orte van het Zwitserse Eedgenootschap zijn vermeld onder het kopje Kantons en Zugewandte Orte van het Zwitserse Eedgenootschap.
- De in grote mate onafhankelijke onderdelen van het Mogolrijk zijn weergegeven onder het kopje Staten binnen het Mogolrijk.
- De zelfstandige koninkrijken van het Koninkrijk Bali zijn weergegeven onder het kopje Balinese koninkrijken.
- Bezette gebieden zijn niet op deze pagina weergegeven.

## Staatkundige veranderingen
- 25 januari: einde van het Koninkrijk Aragon vanwege de Decretos de Nueva Planta.
- 2 april: het Hertogdom Mantua komt onder Oostenrijks bestuur.
- 12 mei: het Koninkrijk Engeland en het Koninkrijk Schotland worden officieel verenigd tot het Koninkrijk Groot-Brittannië
- 15 juli: einde van het Koninkrijk Valencia vanwege de Decretos de Nueva Planta.
- 28 september: het Koninkrijk Majorca komt onder Oostenrijkse controle.
- September: het Koninkrijk Napels komt onder Oostenrijks bestuur.
- 24 december: Oostenrijkse bezetting van de Stato dei Presidi.
- December: de Portugezen verlaten de handelspost Bissau.
- Het Koninkrijk Lan Xang valt uiteen in het Koninkrijk Luang Prabang en het Koninkrijk Vientiane.
- Het Hertogdom Saksen-Eisenberg wordt ingenomen door het Hertogdom Saksen-Gotha-Altenburg.
- Het Vorstendom Neuchâtel wordt in personele unie met Pruisen verbonden en bezet door Frankrijk.
- Hallermund wordt een rijksgraafschap.
- Het graafschap Brunswijk-Blankenburg wordt een vorstendom.
- Het Mogolrijk valt grotendeels uiteen met de dood van Aurangzeb.

## Onafhankelijke landen

### A
| Korte landsnaam (Nederlands) | Lange landsnaam (Nederlands)                                  | Korte landsnaam (oorspronkelijke taal/talen) |
| ---------------------------- | ------------------------------------------------------------- | -------------------------------------------- |
| Aboh                         | Koninkrijk Aboh                                               | Igbo: Obodo Eze                              |
| Agadez                       | Sultanaat Agadez (ook wel: Sultanaat Aïr)                     | Songhai:                                     |
| Ahom                         | Koninkrijk Ahom (ook wel: Koninkrijk Assam)                   | Assamees: আহোম ৰাজ্য                            |
| Akure                        | Koninkrijk Akure                                              | Yoruba: Akure                                |
| Akwamu                       | Akwamu                                                        | Akan: Akwamu                                 |
| Akyem                        | Confederatie van Akyem-staten                                 | Twi: Akyem                                   |
| Alada                        | Koninkrijk Alada (ook wel: Allada / Adrah / Ardrah)           | Fon:                                         |
| Alo                          | Koninkrijk Alo (ook wel: Koninkrijk Tu'a / Koninkrijk Futuna) | Futunisch: Tu'a                              |
| Amarro                       | Koninkrijk Amarro (ook wel: Amaro)                            | Koore: Amarro                                |
| Ambohidratrimo               | Koninkrijk Ambohidratrimo                                     | Malagassisch: Ambohidratrimo                 |
| Andorra                      | Vorstendom Andorra                                            | Catalaans en Frans: Andorra                  |
| Angoche                      | Sultanaat Angoche                                             | Ekoti: Angoche                               |
| Ankole                       | Koninkrijk Ankole (ook wel: Nkore)                            | Nkore: Nkore                                 |
| Anziku                       | Koninkrijk Anziku (ook wel: Teke / Tio / Tyo)                 |                                              |
| Arakkal                      | Koninkrijk Arakkal (ook wel: Koninkrijk Cannanore)            | Malayalam: കണ്ണൂര്                              |
| Aro                          | Confederatie van de Aro                                       | Igbo: Omu Aro                                |
| Ashanti                      | Koninkrijk Ashanti                                            | Akan: Asanteman                              |
| Atjeh                        | Sultanaat Atjeh                                               | Atjehs: Acèh                                 |
| Aulla                        | Markizaat Aulla                                               | Italiaans: Aulla                             |
| Avar                         | Avaars Kanaat (ook wel: Choendzia / Avaria / Avaristan)       | Avaars: Awarazul Nutsallhi                   |
| Ayutthaya                    | Koninkrijk Ayutthaya (ook wel: Koninkrijk Siam)               | Thai: Anachak Ayutthaya / อาณาจักรอยุธยา       |
| Ayayna                       | Sjeikdom Ayayna                                               | Arabisch:                                    |

### B
| Korte landsnaam (Nederlands) | Lange landsnaam (Nederlands)                    | Korte landsnaam (oorspronkelijke taal/talen)      |
| ---------------------------- | ----------------------------------------------- | ------------------------------------------------- |
| Badachsjan                   | Kanaat Badachsjan                               | Perzisch: Badaḫšān / بدخشان Tadzjieks: Badakhshon |
| Baguirmi                     | Sultanaat Baguirmi                              | Baguirmi: Baguirmi                                |
| Baise Rajya                  | Baise Rajya                                     | Nepalees:                                         |
| Bali                         | Koninkrijk Bali                                 | Balinees: Bali                                    |
| Baltistan                    | Baltistan                                       | Balti: Baltiyul / བལྟིསྟན / بلتیول                   |
| Bambao                       | Sultanaat Bambao                                | Comorees: Bambao                                  |
| Bamum                        | Koninkrijk Bamum (ook wel: Bamoun)              | Mbum: Bamum                                       |
| Bani Khalid                  | Bani Khalid                                     | Arabisch: Bani Khalid / بني خالد                  |
| Banjar                       | Sultanaat Banjar (ook wel: Banjarmasin)         | Bandjarees: Banjar                                |
| Baol                         | Koninkrijk Baol                                 | Serer: Bawol                                      |
| Bara                         | Bara (ook wel: Ibara / Zafimanely / Zafimaniry) | Bara-Malagasi:                                    |
| Barotseland                  | Koninkrijk Barotseland                          | Lozi: Bulozi                                      |
| Benin                        | Koninkrijk Benin                                | Edo: Edo                                          |
| Bhutan                       | Bhutan                                          | Dzongkha: Druk Yul / འབྲུག་ཡུལ་                      |
| Bidache                      | Vorstendom Bidache                              | Frans: Bidache                                    |
| Biram                        | Biram                                           | Biram                                             |
| Birma                        | Koninkrijk Birma (Taungoo-dynastie)             | Birmaans:                                         |
| Biu                          | Koninkrijk Biu                                  | Bura-Pabir: Biu                                   |
| Boechara                     | Kanaat Boechara (ook wel: Bukhara / Buchara)    | Oezbeeks: Buxoro Tadzjieks: Buxoro / Бухоро       |
| Boeganda                     | Koninkrijk Boeganda                             | Luganda: Buganda                                  |
| Boina                        | Koninkrijk Boina                                | Malagassisch: Boina                               |
| Bondu                        | Bondu                                           | Fula: Bundu Mandinka:                             |
| Bone                         | Bone (ook wel: Boni)                            | Boeginees:                                        |
| Bono                         | Koninkrijk Bono                                 | Abron: Bonoman                                    |
| Bornu                        | Koninkrijk Bornu                                | Kanuri: Bornu                                     |
| Brakna                       | Emiraat Brakna                                  | Arabisch: Brakna / ولاية البراكنة                 |
| Brunei                       | Staat Brunei                                    | Maleis: Brunei Darussalam / دارالسلام             |
| Bulungan                     | Bulungan                                        | Maleis: Bulungan / بولوڠن                         |
| Bunyoro-Kitara               | Koninkrijk Bunyoro-Kitara                       | Nyoro: Bunyoro-Kitara                             |
| Burundi                      | Koninkrijk Burundi                              | Kirundi: Burundi                                  |
| Bussa                        | Emiraat Bussa                                   | Bussa: Bussa                                      |
| Buton                        | Sultanaat Buton (ook wel: Butung)               | Cia-Cia: Moronene: Wolio:                         |

### C
| Korte landsnaam (Nederlands) | Lange landsnaam (Nederlands)                               | Korte landsnaam (oorspronkelijke taal/talen)          |
| ---------------------------- | ---------------------------------------------------------- | ----------------------------------------------------- |
| Calicut                      | Koninkrijk Calicut (Kozhikode)                             | Malayalam: കോഴിക്കോട്                                      |
| Cambodja                     | Koninkrijk Cambodja                                        | Khmer: Kampuchéa / កម្ពុជា                               |
| Carpegna                     | Graafschap Carpegna                                        | Italiaans: Carpegna                                   |
| Cayor                        | Koninkrijk Cayor                                           | Wolof: Kayor                                          |
| Chamba                       | Chamba                                                     | Chambeali:                                            |
| Chaubisi Rajya               | Chaubisi Rajya (ook wel: Chaubise Rajya / Chaubisye Rajya) | Nepalees:                                             |
| China                        | Keizerrijk van de Grote Qing                               | Mandarijn: Zhongguo / 中國 Mantsjoe: Dulimbai Gurun / |
| Chorasmië                    | Kanaat Chorasmië (ook wel: Kanaat Xiva / Khiva)            | Oezbeeks: Xorazm / خورەزم Perzisch: Xwârazm / خوارزم  |
| Cochin                       | Koninkrijk Cochin (ook wel: Kochi)                         | Malayalam: കൊച്ചി                                        |
| Cospaia                      | Republiek Cospaia                                          | Italiaans: Cospaia                                    |

### D
| Korte landsnaam (Nederlands) | Lange landsnaam (Nederlands)                                                             | Korte landsnaam (oorspronkelijke taal/talen) |
| ---------------------------- | ---------------------------------------------------------------------------------------- | -------------------------------------------- |
| Dahomey                      | Koninkrijk Dahomey                                                                       | Fon: Danhome                                 |
| Daniski                      | Daniski                                                                                  | Bole: Daniski                                |
| Darfur                       | Sultanaat Darfur                                                                         | Fur: Darfur                                  |
| Darvaz                       | Darvaz (ook wel: Darwaz / Darvoz / Darwoz)                                               | Perzisch: Darvāz / درواز                     |
| Dassa                        | Koninkrijk Dassa                                                                         | Yoruba: Dassa                                |
| Daura                        | Daura                                                                                    | Hausa: Daura                                 |
| Dauro                        | Koninkrijk Dauro                                                                         | Kaffa: Dauro                                 |
| Denemarken-Noorwegen         | Koninkrijk Denemarken en Noorwegen                                                       | Deens en Noors: Danmark–Norge                |
| Dendi                        | Koninkrijk Dendi                                                                         | Songhai: Dendi                               |
| Denanke                      | Koninkrijk Denanke (ook wel: Koninkrijk Denianke / Koninkrijk Denyanke / Grote Fulorijk) | Fula:                                        |
| Dosso                        | Koninkrijk Dosso                                                                         | Zarma: Doso                                  |
| Dutse                        | Koninkrijk Dutse                                                                         |                                              |
| Dzjoengar                    | Kanaat Dzjoengar                                                                         | Oirat:                                       |

### E
| Korte landsnaam (Nederlands) | Lange landsnaam (Nederlands)                        | Korte landsnaam (oorspronkelijke taal/talen) |
| ---------------------------- | --------------------------------------------------- | -------------------------------------------- |
| Engeland (tot 12 mei)        | Koninkrijk Engeland                                 | Engels: England                              |
| Ethiopië                     | Keizerrijk Ethiopië (ook wel: Keizerrijk Abessinië) | Amhaars: ኢትዮጵያ / ʾĪtyōppyā                   |

### F
| Korte landsnaam (Nederlands) | Lange landsnaam (Nederlands) | Korte landsnaam (oorspronkelijke taal/talen) |
| ---------------------------- | ---------------------------- | -------------------------------------------- |
| Fezzan                       | Sultanaat Fezzan             |                                              |
| Fosdinovo                    | Markizaat Fosdinovo          | Italiaans: Fosdinovo                         |
| Frankrijk                    | Koninkrijk Frankrijk         | Frans: France                                |

### G
| Korte landsnaam (Nederlands)    | Lange landsnaam (Nederlands)                | Korte landsnaam (oorspronkelijke taal/talen) |
| ------------------------------- | ------------------------------------------- | -------------------------------------------- |
| Garhwal                         | Garhwal                                     | Garhwali: गढ़वाल रियासत                          |
| Garo                            | Koninkrijk Garo (ook wel: Koninkrijk Bosha) | Sidama: Garo                                 |
| Geledi                          | Sultanaat Geledi                            | Arabisch: غوبرون Somalisch: Geledi           |
| Genua                           | Meest Serene Republiek Genua                | Italiaans: Genova Ligurisch: Zêna            |
| Gimirra                         | Koninkrijk Gimirra                          | Yemsa: Gimirra                               |
| Gliji                           | Gliji (ook wel: Genyigba)                   | Gen:                                         |
| Gobir                           | Gobir                                       | Hausa: Gobir                                 |
| Grand-Bassam                    | Koninkrijk Grand-Bassam                     | Moossou                                      |
| Groot-Brittannië (vanaf 12 mei) | Koninkrijk Groot-Brittannië                 | Engels: Great Britain                        |

### H
| Korte landsnaam (Nederlands) | Lange landsnaam (Nederlands)                            | Korte landsnaam (oorspronkelijke taal/talen)                    |
| ---------------------------- | ------------------------------------------------------- | --------------------------------------------------------------- |
| Hadimu                       | Hadimu                                                  | Swahili:                                                        |
| Haihaiyavansi                | Koninkrijk Haihaiyavansi                                |                                                                 |
| Hamahame                     | Sultanaat Hamahame                                      | Comorees: Hamahame                                              |
| Hamamvu                      | Sultanaat Hamamvu                                       | Comorees: Hamamvu                                               |
| Hambu                        | Sultanaat Hambu                                         | Comorees: Hambu                                                 |
| Harar                        | Emiraat Harar                                           | Ge'ez: Harar / ሐረር                                              |
| Hawaï                        | Hawaï                                                   | Hawaïaans: Hawai'i                                              |
| Hawwara                      | Hawwara (ook wel: Huwwara / Howwara / Hewwara / Houara) | Arabisch: الهوارة Berbers: Ihuwwaren                            |
| Heilige Roomse Rijk          | Heilige Roomse Rijk der Duitse Natie                    | Duits: Heiliges Römisches Reich Latijn: Sacrum Romanum Imperium |
| Huambo                       | Koninkrijk Huambo (ook wel: Wambu)                      | Umbundu: Wambu                                                  |
| Hunza                        | Hunza (ook wel: Kanjut)                                 | Urdu: Hunza / ہنزہ                                              |

### I
| Korte landsnaam (Nederlands) | Lange landsnaam (Nederlands)                                             | Korte landsnaam (oorspronkelijke taal/talen) |
| ---------------------------- | ------------------------------------------------------------------------ | -------------------------------------------- |
| Idoani                       | Confederatie Idoani                                                      | Yoruba: Idoani                               |
| Igala                        | Koninkrijk Igala (ook wel: Koninkrijk Idah)                              | Igala: Igala                                 |
| Igbirra                      | Igbirra (ook wel: Ebira)                                                 | Igbirra: Igbirra                             |
| Ijebu                        | Koninkrijk Ijebu (ook wel: Koninkrijk Jebu)                              | Yoruba: Ijebu                                |
| Ilé-Ifè                      | Koninkrijk Ilé-Ifè                                                       | Yoruba: Ilé—Ifẹ̀                              |
| Imerina                      | Koninkrijk Imerina (ook wel: Koninkrijk Merina / Koninkrijk Ambohimanga) | Plateaumalagasi: Imerina                     |
| Isedo                        | Koninkrijk Isedo                                                         | Yoruba: Ìsẹ̀dó                                |
| Itsandra                     | Sultanaat Itsandra                                                       | Comorees: Itsandra                           |
| Iwo                          | Koninkrijk Iwo                                                           | Yoruba: Iwo                                  |

### J
| Korte landsnaam (Nederlands) | Lange landsnaam (Nederlands)                    | Korte landsnaam (oorspronkelijke taal/talen) |
| ---------------------------- | ----------------------------------------------- | -------------------------------------------- |
| Jaintia                      | Koninkrijk Jaintia                              | Pnar:                                        |
| Jambi                        | Sultanaat Jambi                                 | Jambimaleis: Jambi                           |
| Janjira                      | Janjira                                         |                                              |
| Japan                        | Tokugawa-shogunaat                              | Japans: Nippon / 日本                        |
| Johor                        | Sultanaat Johor (ook wel: Sultanaat Johor-Riau) | Johormaleis: Johor                           |
| Jolof                        | Koninkrijk Jolof                                | Wolof: Jolof                                 |
| Joseon                       | Koninkrijk Groot Joseon                         | Koreaans: Chosŏn / 대조선국                  |

### K
| Korte landsnaam (Nederlands) | Lange landsnaam (Nederlands)                                     | Korte landsnaam (oorspronkelijke taal/talen)                 |
| ---------------------------- | ---------------------------------------------------------------- | ------------------------------------------------------------ |
| Kaabu                        | Koninkrijk Kaabu (ook wel: Gabu / Ngabou / N’Gabu)               | Madninka: Kaabu                                              |
| Kabardië                     | Vorstendom Kabardië (ook wel: Kabardije / Oost-Circassië)        | Kabardijns: Къэбэрдей                                        |
| Kabasarana                   | Kabasarana                                                       |                                                              |
| Kachari                      | Koninkrijk Kachari (ook wel: Koninkrijk Dimasa)                  | Assamees: কছাৰী ৰাজ্য                                            |
| Kaffa                        | Koninkrijk Kaffa                                                 | Kaffa: Kaffa                                                 |
| Kaitag                       | Kaitag                                                           | Dargiens: Koemuks:                                           |
| Kalabari                     | Koninkrijk Kalabari                                              | Kalabari: Kalabari                                           |
| Kalat                        | Kanaat Kalat                                                     | Beloetsji: Kalāt / قلات                                      |
| Kandy                        | Koninkrijk Kandy                                                 | Singalees: සිංහලේ රාජධානිය Tamil:                                  |
| Kangra                       | Kangra                                                           | Kangri:                                                      |
| Kano                         | Kano                                                             | Hausa: Kano                                                  |
| Karagwe                      | Koninkrijk Karagwe                                               | Nyambo: Karagwe                                              |
| Kasanje                      | Koninkrijk Kasanje (ook wel: Koninkrijk Jaga)                    | Kasanzi                                                      |
| Katsina                      | Katsina                                                          | Hausa: Katsina                                               |
| Kazakkenkanaat               | Kazakkenkanaat                                                   | Kazachs: Qazaq xandığı / Қазақ хандығы                       |
| Kazembe                      | Koninkrijk Kazembe                                               | Bemba: Kazembe                                               |
| Kebbi                        | Emiraat Kebbi (ook wel: Emiraat Argungu)                         | Hausa: Kebbi                                                 |
| Keladi Nayaka                | Koninkrijk Keladi Nayaka                                         | Kannada:                                                     |
| Kénédougou                   | Koninkrijk Kénédougou                                            | Maninka: Kenedugu                                            |
| Kerkelijke Staat             | Kerkelijke Staat (ook wel: Staat van de Kerk / Pauselijke Staat) | Italiaans: Stato Pontificio Latijn: Status Pontificius       |
| Ketu                         | Ketu (ook wel: Ketou)                                            | Yoruba: Ketu                                                 |
| Khasso                       | Koninkrijk Khasso                                                | Fula: Xaaso                                                  |
| Khoshut                      | Kanaat Khoshut                                                   | Oirat:                                                       |
| Kilwa                        | Sultanaat Kilwa                                                  | Swahili: Kilwa                                               |
| Koch                         | Koninkrijk Koch (ook wel: Koch Bihar / Cooch Behar)              | Assamees: Bengaals: Kocbihār / কোচবিহার                         |
| Kodagu                       | Koninkrijk Kodagu (ook wel: Coorg)                               | Kannada: Koḍagu / ಕೊಡಗು                                        |
| Kombo                        | Koninkrijk Kombo                                                 |                                                              |
| Konawe                       | Konawe                                                           | Tolaki:                                                      |
| Kongo                        | Koninkrijk Kongo                                                 | Kikongo: Kongo                                               |
| Konta                        | Koninkrijk Konta                                                 | Kaffa: Konta                                                 |
| Kooki                        | Koninkrijk Kooki                                                 | Kooki                                                        |
| Kotawaringin                 | Kotawaringin (ook wel: Kota Waringin)                            | Bandjarees: Kutawaringin                                     |
| Koya Temne                   | Koninkrijk Koya Temne                                            | Temne: Koya-Temne                                            |
| Kuba                         | Koninkrijk Kuba (ook wel: Koninkrijk Bushongo)                   |                                                              |
| Kumaon                       | Koninkrijk Kumaon                                                | Kumauni:                                                     |
| Kunduz                       | Kanaat Kunduz                                                    | Dari: قندوز Oezbeeks: Kunduz Pasjtoe: کندز Tadzjieks: Қундуз |
| Kutai Kartanegara            | Kutai Kartanegara                                                | Kutai:                                                       |
| Kutch                        | Kutch                                                            | Kutchi:                                                      |
| Kwararafa                    | Kwararafa                                                        | Jukun Takum:                                                 |

### L
| Korte landsnaam (Nederlands) | Lange landsnaam (Nederlands)                                           | Korte landsnaam (oorspronkelijke taal/talen) |
| ---------------------------- | ---------------------------------------------------------------------- | -------------------------------------------- |
| La Dombe                     | Sultanaat La Dombe                                                     | Comorees:                                    |
| Ladakh                       | Ladakh                                                                 | Ladakhi:                                     |
| Laghouat                     | Laghouat                                                               | Arabisch: الأغواط Berbers:                   |
| Lan Xang (tot 1707)          | Land van een miljoen olifanten en de witte parasol (Lan Xang Hom Khao) | Laotiaans: Lan Xang / ລ້ານຊ້າງ                 |
| Lanao                        | Confederatie van Sultanaten in Lanao                                   | Maranao:                                     |
| Loango                       | Koninkrijk Loango                                                      | Kikongo: Lwããgu                              |
| Luang Prabang (vanaf 1707)   | Land van een miljoen olifanten en de witte parasol                     | Laotiaans: Luang Prabang / ຫຼວງພຣະບາງ         |
| Luba                         | Koninkrijk Luba                                                        | Tshiluba: Luba                               |
| Lucca                        | Republiek Lucca                                                        | Italiaans: Lucca                             |
| Lunda                        | Koninkrijk Lunda                                                       | Tshilunda: Lunda                             |
| Luwu                         | Koninkrijk Luwu (ook wel: Luwuq / Wareq)                               | Boeginees: Luwu / ᨒᨘᨓᨘ                         |

### M
| Korte landsnaam (Nederlands) | Lange landsnaam (Nederlands)                                                | Korte landsnaam (oorspronkelijke taal/talen) |
| ---------------------------- | --------------------------------------------------------------------------- | --- |
| Madurai                      | Koninkrijk Madurai (Nayak-dynastie)                                         | Tamil: Telugu: |
| Maguindanao                  | Sultanaat Maguindanao                                                       | Arabisch: سلطنة ماجينداناو Filipijns en Iranun: Magindanao Maguindanao: Kasultanan nu Magindanaw / كاسولتانن نو ماڬينداناو Maleis: کسلطانن ماڬيندناو |
| Majeerteen                   | Sultanaat Majeerteen (ook wel: Sultanaat Harti / Majerteen)                 | Arabisch: ماجرتين Somalisch: Majeerteen |
| Mantua (tot 2 april)         | Hertogdom Mantua                                                            | Italiaans: Mantova |
| Manipur                      | Koninkrijk Manipur                                                          | |
| Mankessim                    | Koninkrijk Mankessim                                                        | Fante: Mankessim |
| Maore                        | Sultanaat Maore (ook wel: Sultanaat Mawuti)                                 | Comorees: |
| Maratharijk                  | Maratharijk                                                                 | Marathi: Marāṭhā Sāmrājya / मराठासाम्राज्यम् |
| Maravi                       | Koninkrijk Maravi                                                           | Nyanja: |
| Marokko                      | Koninkrijk Marokko                                                          | Arabisch: al-Maġrib / المغرب |
| Massa en Carrara             | Hertogdom Massa en Vorstendom Carrara                                       | Italiaans: Massa e Carrara |
| Masserano                    | Vorstendom Masserano                                                        | Italiaans: Masserano |
| Massina                      | Massina                                                                     | Fula: |
| Matamba                      | Koninkrijk Matamba                                                          | |
| Mbaku                        | Sultanaat Mbaku                                                             | Comorees: Mbaku |
| Mbude                        | Sultanaat Mbude                                                             | Comorees: Mbude |
| Mbunda                       | Koninkrijk Mbunda                                                           | Mbunda: Mbunda |
| Mbwila                       | Mbwila                                                                      | |
| Medri Bahri                  | Medri Bahri (ook wel: Land van de Zee / Kebessa / Hamassien / Mareb Melash) | Tigrinya: Medri Bahri / ምድሪ ባሕሪ |
| Mehtuli                      | Kanaat Mehtuli (ook wel: Dzhengutai / Jengutay)                             | Koemuks: Mahtulu xanlıq |
| Meliau                       | Sultanaat Meliau                                                            | Meliau |
| Menabe                       | Koninkrijk Menabe                                                           | Sakalava-Malagasi: |
| Mirandola                    | Hertogdom Mirandola                                                         | Italiaans: Mirandola |
| Mitsamihuli                  | Sultanaat Mitsamihuli                                                       | Comorees: Mitsamihuli |
| Modena en Reggio             | Hertogdommen Modena en Reggio                                               | Italiaans: Modena e Reggio Latijn: Mutina et Regius                                                                                                  |
| Mogolrijk                    | Mogolrijk                                                                   | Perzisch: Shāhān-e Moġul / حکومت مغلیاں |
| Montenegro                   | Prinsbisdom Montenegro                                                      | Servisch: Crna Gora / Црна Гора |
| Mpororo                      | Koninkrijk Mpororo                                                          | Mpororo |
| Mrauk U                      | Koninkrijk Mrauk U (ook wel: Koninkrijk Arakan / Koninkrijk Rakhine)        | Arakanees: |
| Mysore                       | Koninkrijk Mysore                                                           | Kannada: ಮೈಸೂರು ಸಂಸ್ಥಾನ |
| M'Zab                        | M'Zab (ook wel: Mzab)                                                       | Arabisch: Mzab / مزاب Berbers: Aghlan / ⴰⵖⵍⴰⵏ |

### N
| Korte landsnaam (Nederlands) | Lange landsnaam (Nederlands)                   | Korte landsnaam (oorspronkelijke taal/talen)                   |
| ---------------------------- | ---------------------------------------------- | -------------------------------------------------------------- |
| Nawanagar                    | Nawanagar                                      |                                                                |
| Ndzuwani                     | Sultanaat Ndzuwani                             | Comorees: Ndzuwani                                             |
| Nederland                    | Republiek der Zeven Verenigde Nederlanden      | Nederlands: Verenigde Provinciën / Zeven Verenigde Nederlanden |
| Nembe                        | Koninkrijk Nembe                               | Izon: Nembe                                                    |
| Nepal Mandala                | Nepal Mandala (ook wel: Malla-confederatie)    | Nepalees:                                                      |
| Ngoyo                        | Koninkrijk Ngoyo                               | N'Goyo                                                         |
| Niumi                        | Koninkrijk Niumi (ook wel: Barra / Bar / Bara) | Mandinka: Niumi                                                |
| Nri                          | Koninkrijk Nri                                 | Igbo: Ǹrì                                                      |
| Nungu                        | Koninkrijk Nungu                               | Gurma: Nungu                                                   |
| Nupe                         | Koninkrijk Nupe                                | Nupe: Nupe                                                     |

### O
| Korte landsnaam (Nederlands)             | Lange landsnaam (Nederlands)                   | Korte landsnaam (oorspronkelijke taal/talen) |
| ---------------------------------------- | ---------------------------------------------- | -------------------------------------------- |
| Odanad                                   | Odanad                                         | Malayalam: ōṭānāṭŭ / ഓടനാട്                    |
| Oke-Ila Orangun                          | Oke-Ila en Ila-Orangun (ook wel Ile-Yara)      | Yoruba: Òkè-Ìlá Òràngún                      |
| Okrika                                   | Koninkrijk Okrika                              | Kalabari: Okrika                             |
| Oman                                     | Imamaat Oman                                   | Arabisch: ʿUmān / عُمان                       |
| Ondo                                     | Koninkrijk Ondo                                | Yoruba: Ondo                                 |
| Onitsha                                  | Koninkrijk Onitsha                             | Igbo: Ọnịcha                                 |
| Orungu                                   | Koninkrijk Orungu                              | Myene: Orungu                                |
| Osogbo                                   | Koninkrijk Osogbo                              | Yoruba: Oṣogbo                               |
| Ottomaanse Rijk (ook wel: Osmaanse Rijk) | Sublieme Ottomaanse Staat                      | Osmaans: Osmanlı Devleti / عثمانلى دولتى     |
| Ouaddaï                                  | Koninkrijk Ouaddaï (ook wel: Koninkrijk Wadai) | Maba:                                        |
| Owo                                      | Koninkrijk Owo                                 | Yoruba: Owo                                  |
| Oyo                                      | Koninkrijk Oyo                                 | Yoruba: Oyo                                  |

### P
| Korte landsnaam (Nederlands)     | Lange landsnaam (Nederlands)                              | Korte landsnaam (oorspronkelijke taal/talen)                          |
| -------------------------------- | --------------------------------------------------------- | --------------------------------------------------------------------- |
| Paaseiland                       | Paaseiland                                                | Rapa Nui: Rapa Nui                                                    |
| Pagaruyung                       | Koninkrijk Pagaruyung (ook wel: Minangkabau / Malayapura) | Maleis: Pagar Ruyung Minangkabaus: Pagaruyuang Sanskriet:             |
| Palembang                        | Sultanaat Palembang                                       | Musi: Palembang                                                       |
| Parma                            | Hertogdom Parma en Piacenza                               | Italiaans: Parma                                                      |
| Pate                             | Sultanaat Pate                                            | Swahili:                                                              |
| Perak                            | Sultanaat Perak                                           | Maleis: Perak / ڨيراق                                                 |
| Perzië                           | Perzische Rijk (Rijk van de Safawiden)                    | Perzisch: Irân / ایران                                                |
| Podenzana                        | Markizaat Podenzana                                       | Italiaans: Podenzana                                                  |
| Polen-Litouwen                   | Pools-Litouwse Gemenebest                                 | Litouws: Lenkija-Lietuva Oekraïens: Польща-Польща Pools: Polska-Litwa |
| Porto-Novo                       | Koninkrijk Porto-Novo                                     | Hogbonu                                                               |
| (tot 1707) Portugal (vanaf 1707) | Koninkrijk Portugal en de Algarve                         | Portugees: Portugal                                                   |
| Pratapgarh                       | Koninkrijk Pratapgarh                                     | Bengaals:                                                             |
| Pruisen                          | Koninkrijk Pruisen                                        | Duits: Preußen                                                        |

### Q
| Korte landsnaam (Nederlands) | Lange landsnaam (Nederlands)                 | Korte landsnaam (oorspronkelijke taal/talen) |
| ---------------------------- | -------------------------------------------- | -------------------------------------------- |
| Quilon                       | Koninkrijk Quilon (ook wel: Venad Swaroopam) | Malayalam: Vēṇāṭ / വേണാട് Tamil: வேநாடு            |

### R
| Korte landsnaam (Nederlands) | Lange landsnaam (Nederlands)                                     | Korte landsnaam (oorspronkelijke taal/talen)            |
| ---------------------------- | ---------------------------------------------------------------- | ------------------------------------------------------- |
| Ragusa                       | Republiek Ragusa                                                 | Italiaans: Ragusa Kroatisch: Dubrovnik Latijn: Ragusium |
| Ramnad                       | Koninkrijk Ramnad (ook wel: Koninkrijk Groot-Marava)             | Tamil: ராம்நாட் ஜமீன்                                         |
| Rozwi                        | Rozwi (ook wel: Lozwi / Changamire / Botwa / Ukalanga / Karanga) | Kalanga:                                                |
| Rusland                      | Tsaardom Rusland                                                 | Russisch: Rossijskaja Imperija / Российская Империя     |
| Rwanda                       | Koninkrijk Rwanda                                                | Kinyarwanda: Rwanda                                     |

### S
| Korte landsnaam (Nederlands) | Lange landsnaam (Nederlands)                                          | Korte landsnaam (oorspronkelijke taal/talen)        |
| ---------------------------- | --------------------------------------------------------------------- | --------------------------------------------------- |
| Saloum                       | Koninkrijk Saloum                                                     | Serer: Saluum                                       |
| Sambas                       | Sultanaat Sambas                                                      | Maleis: Sambas                                      |
| San Marino                   | Republiek San Marino                                                  | Italiaans: San Marino                               |
| Savi Hweda                   | Savi Hweda (ook wel: Whydah / Ouidah)                                 | Fon: Savi Hweda                                     |
| Savoye                       | Hertogdom Savoye                                                      | Frans en Piëmontees: Savoie                         |
| Scavolino                    | Vorstendom Gattara-Scavolino                                          | Italiaans: Scavolino                                |
| Schotland (tot 12 mei)       | Koninkrijk Schotland                                                  | Engels: Schotland                                   |
| Seborga                      | Vorstendom Seborga                                                    | Italiaans: Seborga                                  |
| Selimbau                     | Selimbau                                                              | Maleis: Selimbau                                    |
| Senarica                     | Republiek Senarica                                                    | Italiaans: Senarica                                 |
| Sennar                       | Funj-sultanaat Sennar (ook wel: Sultanaat Sinnar of Blauwe Sultanaat) | Arabisch: السلطنة الزرقاء                           |
| Sheka                        | Sheka                                                                 | Sheka                                               |
| Shewa                        | Shewa (ook wel: Shoa / Shua / Showa / Shuwa)                          | Afaan Oromo: Shawaa Amhaars: ሸዋ                     |
| Shilluk                      | Koninkrijk Shilluk                                                    | Shilluk: Läg Cøllø                                  |
| Sikkim                       | Koninkrijk Sikkim                                                     | Sikkimees: སུ་ཁྱིམ་                                    |
| Silat                        | Silat                                                                 | Maleis: Silat                                       |
| Sine                         | Koninkrijk Sine (ook wel: Sin)                                        | Serer: Siin                                         |
| Sintang                      | Sitang                                                                | Maleis: Sintang                                     |
| Sirmur                       | Sirmur (ook wel: Sirmor / Sirmaur / Sirmour / Sirmoor / Nahan)        | Sirmauri:                                           |
| Spanje                       | Kroon van Castilië en de Kroon van Aragón                             | Aragonees en Catalaans: Espanya Castiliaans: España |
| Suket                        | Koninkrijk Suket                                                      | Hindoestani: Suket / सुकेत                            |
| Sulu                         | Sultanaat Sulu Dar al-Islam                                           | Arabisch:                                           |

### T
| Korte landsnaam (Nederlands) | Lange landsnaam (Nederlands)                   | Korte landsnaam (oorspronkelijke taal/talen) |
| ---------------------------- | ---------------------------------------------- | -------------------------------------------- |
| Tadjourah                    | Sultanaat Tadjourah                            | Afar: Tagórri                                |
| Tagant                       | Emiraat Tagant                                 | Arabisch: Tagant / ولاية تكانت               |
| Tenkodogo                    | Tenkodogo                                      | More: Tenkodogo                              |
| Tidore                       | Sultanaat Tidore                               | Tidore: Tidore                               |
| Tonga                        | Tonga                                          | Tongaans: Tuʻi Tonga                         |
| Torriglia                    | Markizaat Torriglia                            | Italiaans: Torriglia                         |
| Toscane                      | Groothertogdom Toscane                         | Italiaans: Toscana                           |
| Touggourt                    | Sultanaat Touggourt                            |                                              |
| Trarza                       | Emiraat Trarza                                 | Arabisch: Trarza / ولاية الترارزة            |
| Tresana                      | Markizaat Tresana                              | Italiaans: Tresana                           |
| Twipra                       | Koninkrijk Twipra (ook wel: Tripura / Tippera) | Kokborok:                                    |

### U
| Korte landsnaam (Nederlands) | Lange landsnaam (Nederlands)                 | Korte landsnaam (oorspronkelijke taal/talen) |
| ---------------------------- | -------------------------------------------- | -------------------------------------------- |
| Ubani                        | Koninkrijk Ubani (ook wel: Koninkrijk Bonny) | Ibibio: Okolo-Ama                            |
| Unyanyembe                   | Unyanyembe (ook wel: Unyamwezi)              |                                              |

### V
| Korte landsnaam (Nederlands) | Lange landsnaam (Nederlands)     | Korte landsnaam (oorspronkelijke taal/talen) |
| ---------------------------- | -------------------------------- | -------------------------------------------- |
| Venetië                      | Meest Serene Republiek Venetië   | Italiaans: Venezia Venetiaans: Venesia       |
| Vernio                       | Graafschap Vernio                | Italiaans: Vernio                            |
| Vescovato                    | Vorstendom Vescovato             | Italiaans: Vescovato                         |
| Vientiane (vanaf 1707)       | Koninkrijk Vientiane             | Laotiaans: Wieng Chan / ວຽງຈັນ                |
| Vietnam                      | Grote Viet Rijk (ook wel: Annam) | Vietnamees: Đại Việt / 大越                  |

### W
| Korte landsnaam (Nederlands) | Lange landsnaam (Nederlands)             | Korte landsnaam (oorspronkelijke taal/talen)    |
| ---------------------------- | ---------------------------------------- | ----------------------------------------------- |
| Waalo                        | Koninkrijk Waalo (ook wel: Oualo)        | Wolof: Waalo                                    |
| Wajoq                        | Koninkrijk Wajoq (ook wel: Wajo / Wajok) | Boeginees: Wajoq / ᨓᨍᨚ                           |
| Walayta                      | Koninkrijk Walayta (ook wel: Welayta)    | Wolaytta: Walayta                               |
| Wallis                       | Koninkrijk Wallis (ook wel: Uvea)        | Wallisiaans: 'Uvea                              |
| Wandala                      | Koninkrijk Wandala                       | Wandala                                         |
| Wanga                        | Koninkrijk Wanga                         | Luhya: Wanga                                    |
| Warri                        | Koninkrijk Warri                         | Itsekiri: Warri                                 |
| Warsangali                   | Sultanaat Warsangali (ook wel: Gerad)    | Arabisch: سلطنة الورسنجلي Somalisch: Warsangeli |
| Washili                      | Sultanaat Washili                        | Comorees: Washili                               |
| Wogodogo                     | Koninkrijk Wogodogo                      | More: Wogodogo                                  |

### X
| Korte landsnaam (Nederlands) | Lange landsnaam (Nederlands)                    | Korte landsnaam (oorspronkelijke taal/talen) |
| ---------------------------- | ----------------------------------------------- | -------------------------------------------- |
| Xhieng Khuang (vanaf 1707)   | Koninkrijk Xhieng Khuang (ook wel: Muang Phuan) |                                              |

### Y
| Korte landsnaam (Nederlands) | Lange landsnaam (Nederlands)                    | Korte landsnaam (oorspronkelijke taal/talen) |
| ---------------------------- | ----------------------------------------------- | -------------------------------------------- |
| Yauri                        | Emiraat Yauri (ook wel: Emiraat Yawuri)         | Hausa: Yawuri                                |
| Yengar                       | Koninkrijk Yengar (ook wel: Koninkrijk Janjero) | Sidamo: Yengar                               |

### Z
| Korte landsnaam (Nederlands) | Lange landsnaam (Nederlands) | Korte landsnaam (oorspronkelijke taal/talen)                                              |
| ---------------------------- | ---------------------------- | ----------------------------------------------------------------------------------------- |
| Zamfara                      | Koninkrijk Zamfara           | Hausa: Zamfara                                                                            |
| Zazzau                       | Koninkrijk Zazzau            | Hausa: Zazzau                                                                             |
| Zweden                       | Koninkrijk Zweden            | Zweeds: Sverige                                                                           |
| Zwitserse Eedgenootschap     | Zwitserse Eedgenootschap     | Duits: Eidgenossenschaft Frans: République des Suisses Italiaans: Confederazione Elvetica |

## Andere landen

### Staten binnen het Heilige Roomse Rijk
Hieronder volgt een lijst van rijksvrije gebieden (steden, vorstendommen, graafschappen, bisdommen, abdijen, etc.) van het Heilige Roomse Rijk. De rijksridderschappen zijn niet in onderstaande lijst opgenomen.
| Korte landsnaam (Nederlands)        | Lange landsnaam (Nederlands)                                                              | Korte landsnaam (oorspronkelijke taal/talen)                                                                                     |
| ----------------------------------- | ----------------------------------------------------------------------------------------- | --- |
| Aalen                               | Rijksstad Aalen                                                                           | Duits: Aalen |
| Aken                                | Rijksstad Aken                                                                            | Duits: Aachen |
| Arnstein                            | Abdij Arnstein                                                                            | Duits: Arnstein |
| Anhalt-Bernburg                     | Vorstendom Anhalt-Bernburg                                                                | Duits: Anhalt-Bernburg |
| Anhalt-Bernburg-Harzgerode          | Vorstendom Anhalt-Bernburg-Harzgerode                                                     | Duits: Anhalt-Bernburg-Harzgerode                                                                                                |
| Anhalt-Dessau                       | Vorstendom Anhalt-Dessau                                                                  | Duits: Anhalt-Dessau |
| Anhalt-Dornburg                     | Vorstendom Anhalt-Dornburg                                                                | Duits: Anhalt-Dornburg |
| Anhalt-Köthen                       | Vorstendom Anhalt-Köthen                                                                  | Duits: Anhalt-Köthen |
| Anhalt-Zerbst                       | Vorstendom Anhalt-Zerbst                                                                  | Duits: Anhalt-Zerbst |
| Ansbach                             | Vorstendom Ansbach / Markgraafdom Brandenburg-Ansbach                                     | Duits: Ansbach |
| Arenberg                            | Hertogdom Arenberg                                                                        | Duits: Arenberg |
| Asch                                | Heerlijkheid Asch                                                                         | Duits: Asch Tsjechisch: Aš |
| Augsburg                            | Prinsbisdom Augsburg                                                                      | Duits: Augsburg |
| Augsburg                            | Rijksstad Augsburg                                                                        | Duits: Augsburg |
| Baden-Baden                         | Markgraafschap Baden-Baden                                                                | Duits: Baden-Baden |
| Baden-Durlach                       | Markgraafschap Baden-Durlach                                                              | Duits: Baden-Durlach |
| Baindt                              | Abdij Baindt                                                                              | Duits: Baindt |
| Bamberg                             | Prinsbisdom Bamberg                                                                       | Duits: Bamberg |
| Bayreuth                            | Vorstendom Bayreuth / Markgraafschap Brandenburg-Bayreuth                                 | Duits: Bayreuth |
| Bazel                               | Prinsbisdom Bazel                                                                         | Duits: Basel |
| Berchtesgaden                       | Proosdij Berchtesgaden                                                                    | Duits: Berchtesgaden |
| Biberach                            | Rijkstad Biberach                                                                         | Duits: Biberach |
| Bopfingen                           | Rijksstad Bopfingen                                                                       | Duits: Bopfingen |
| Boxmeer                             | Heerlijkheid Boxmeer                                                                      | Nederlands: Boxmeer |
| Brunswijk-Blankenburg               | Graafschap Brunswijk-Blankenburg (tot 1707) Vorstendom Brunswijk-Blankenburg (vanaf 1707) | Duits: Braunschweig-Blankenburg                                                                                                  |
| Brunswijk-Wolfenbüttel              | Vorstendom Brunswijk-Wolfenbüttel                                                         | Duits: Braunschweig-Wolfenbüttel                                                                                                 |
| Brunswijk-Wolfenbüttel-Bevern       | Vorstendom Brunswijk-Wolfenbüttel-Bevern                                                  | Duits: Braunschweig-Wolfenbüttel-Bevern                                                                                          |
| Breitenegg                          | Heerlijkheid Breitenegg                                                                   | Duits: Breitenegg |
| Bremen                              | Rijksstad Bremen                                                                          | Duits: Bremen |
| Brixen                              | Prinsbisdom Brixen                                                                        | Duits: Brixen |
| Buchau                              | Abdij Buchau                                                                              | Duits: Buchau |
| Buchau                              | Rijksstad Buchau                                                                          | Duits: Buchau |
| Buchhorn                            | Rijksstad Buchhorn                                                                        | Duits: Buchhorn |
| Burtscheid                          | Abdij Burtscheid                                                                          | Duits: Burtscheid |
| Burgholzhausen                      | Rijksdorp Burgholzhausen                                                                  | Duits: Burgholzhausen |
| Buxheim                             | Heerlijkheid Buxheim                                                                      | Duits: Buxheim |
| Cappenberg                          | Proosdij Cappenberg                                                                       | Duits: Cappenberg |
| Castell-Castell                     | Graafschap Castell-Castell                                                                | Duits: Castell-Castell |
| Castell-Remlingen                   | Graafschap Castell-Remlingen                                                              | Duits: Castell-Remlingen |
| Castell-Rüdenhausen                 | Graafschap Castell-Rüdenhausen                                                            | Duits: Castell-Rüdenhausen |
| Corvey                              | Abdij Corvey                                                                              | Duits: Corvey |
| Dinkelsbühl                         | Rijksstad Dinkelsbühl                                                                     | Duits: Dinkelsbühl |
| Dortmund                            | Rijksstad Dortmund                                                                        | Duits: Dortmund |
| Duitse Orde                         | Orde van de Broeders van het Hospitaal van de Heilige Maria der Duitsers in Jeruzalem     | Duits: Deutsche Orden |
| Eglingen                            | Heerlijkheid Eglingen                                                                     | Duits: Eglingen |
| Eichstätt                           | Prinsbisdom Eichstätt                                                                     | Duits: Eichstätt |
| Elchingen                           | Abdij Elchingen                                                                           | Duits: Elchingen |
| Ellwangen                           | Proosdij Ellwangen                                                                        | Duits: Ellwangen |
| Elten                               | Abdij Elten                                                                               | Duits: Elten |
| Erbach-Erbach                       | Graafschap Erbach-Erbach                                                                  | Duits: Erbach-Erbach |
| Erbach-Fürstenau                    | Graafschap Erbach-Fürstenau                                                               | Duits: Erbach-Fürstenau |
| Essen                               | Abdij Essen                                                                               | Duits: Essen |
| Esslingen                           | Rijksstad Esslingen                                                                       | Duits: Esslingen |
| Frankfurt                           | Rijksstad Frankfurt                                                                       | Duits: Frankfurt |
| Frauenchiemsee                      | Abdij Frauenchiemsee                                                                      | Duits: Frauenchiemsee |
| Freising                            | Prinsbisdom Freising                                                                      | Duits: Freising |
| Friedberg                           | Burggraafschap Friedberg                                                                  | Duits: Friedberg |
| Friedberg                           | Rijksstad Friedberg                                                                       | Duits: Friedberg |
| Fugger-Kirchheim                    | Graafschap Fugger-Kirchheim                                                               | Duits: Fugger-Kirchheim |
| Fugger-Nordendorf                   | Graafschap Fugger-Nordendorf                                                              | Duits: Fugger-Nordendorf |
| Fugger-Wasserburg                   | Heerlijkheid Fugger-Wasserburg                                                            | Duits: Fugger-Wasserburg |
| Fulda                               | Abdij Fulda                                                                               | Duits: Fulda |
| Fürstenberg-Fürstenberg             | Vorstendom Fürstenberg-Fürstenberg                                                        | Duits: Fürstenberg-Fürstenberg                                                                                                   |
| Fürstenberg-Heiligenberg            | Vorstendom Fürstenberg-Heiligenberg                                                       | Duits: Fürstenberg-Heiligenberg                                                                                                  |
| Fürstenberg-Messkirch               | Vorstendom Fürstenberg-Messkirch (ook wel: Fürstenberg-Mötzkirch)                         | Duits: Fürstenberg-Messkirch |
| Gandersheim                         | Abdij Gandersheim                                                                         | Duits: Gandersheim |
| Gemen                               | Heerlijkheid Gemen                                                                        | Duits: Gemen |
| Gengenbach                          | Abdij Gengenbach                                                                          | Duits: Gengenbach |
| Gengenbach                          | Rijksstad Gengenbach                                                                      | Duits: Gengenbach |
| Giengen                             | Rijksstad Giengen                                                                         | Duits: Giengen |
| Gimborn en Neustadt                 | Heerlijkheid Gimborn en Neustadt                                                          | Duits: Gimborn und Neustadt |
| Glauchau                            | Heerlijkheid Glauchau                                                                     | Duits: Glauchau |
| Gmünd                               | Rijksstad Gmünd                                                                           | Duits: Gmünd |
| Gochsheim                           | Rijksdorp Gochsheim                                                                       | Duits: Gochsheim |
| Goslar                              | Rijksstad Goslar                                                                          | Duits: Goslar |
| Göss                                | Abdij Göss                                                                                | Duits: Göss |
| Gradisca                            | Graafschap Gradisca                                                                       | Duits: Gradisca |
| Grondveld                           | Graafschap Gronsveld                                                                      | Duits en Nederlands: Gronsveld                                                                                                   |
| Gutenzell                           | Abdij Gutenzell                                                                           | Duits: Gutenzell |
| Habsburgse Rijk                     | Habsburgse Rijk (ook wel: Habsburgse monarchie / Oostenrijkse monarchie)                  | Duits: Habsburgermonarchie Hongaars: Habsburg Birodalom Kroatisch: Habsburška Monarhija Latijn: Tsjechisch: Habsburská monarchie |
| Hallermund (vanaf 1706)             | Graafschap Hallermund                                                                     | Duits: Hallermund |
| Hamburg                             | Rijksstad Hamburg                                                                         | Duits: Hamburg |
| Hannover                            | Keurvorstendom Brunswijk-Lüneburg                                                         | Duits: Hannover |
| Hanau-Lichtenberg                   | Graafschap Hanau-Lichtenberg                                                              | Duits: Hanau-Lichtenberg |
| Hanau-Münzenberg                    | Graafschap Hanau-Münzenberg                                                               | Duits: Hanau-Münzenberg |
| Hartenstein                         | Heerlijkheid Hartenstein                                                                  | Duits: Hartenstein |
| Hatzfeld-Gleichen                   | Graafschap Hatzfeld-Gleichen                                                              | Duits: Hatzfeld-Gleichen |
| Hatzfeld-Werther-Schönstein         | Graafschap Hatzfeld-Werther-Schönstein                                                    | Duits: Hatzfeld-Trachenberg |
| Hatzfeld-Wildenburg                 | Graafschap Hatzfeld-Wildenburg                                                            | Duits: Hatzfeld-Wildenburg |
| Heggbach                            | Abdij Heggbach                                                                            | Duits: Heggbach |
| Heilbronn                           | Rijksstad Heilbronn                                                                       | Duits: Heilbronn |
| Herford                             | Abdij Herford                                                                             | Duits: Herford |
| Hessen-Darmstadt                    | Landgraafschap Hessen-Darmstadt                                                           | Duits: Hessen-Darmstadt |
| Hessen-Homburg                      | Landgraafschap Hessen-Homburg                                                             | Duits: Hessen-Homburg |
| Hessen-Kassel                       | Landgraafschap Hessen-Kassel                                                              | Duits: Hessen-Cassel |
| Hildesheim                          | Prinsbisdom Hildesheim                                                                    | Duits: Hildesheim |
| Hohenems                            | Graafschap Hohenems                                                                       | Duits: Hohenems |
| Hohenlohe-Bartenstein               | Graafschap Hohenlohe-Bartenstein                                                          | Duits: Hohenlohe-Bartenstein |
| Hohenlohe-Ingelfingen               | Graafschap Hohenlohe-Ingelfingen                                                          | Duits: Hohenlohe-Ingelfingen |
| Hohenlohe-Kirchberg                 | Graafschap Hohenlohe-Kirchberg                                                            | Duits: Hohenlohe-Kirchberg |
| Hohenlohe-Langenburg                | Graafschap Hohenlohe-Langenburg                                                           | Duits: Hohenlohe-Langenburg |
| Hohenlohe-Öhringen-Neuenstein       | Graafschap Hohenlohe-Öhringen-Neuenstein                                                  | Duits: Hohenlohe-Öhringen-Neuenstein                                                                                             |
| Hohenlohe-Waldenburg-Schillingfürst | Graafschap Hohenlohe-Waldenburg-Schillingfürst                                            | Duits: Hohenlohe-Waldenburg-Schillingfürst                                                                                       |
| Hohenlohe-Weikersheim               | Graafschap Hohenlohe-Weikersheim                                                          | Duits: Hohenlohe-Weikersheim |
| Hohenwaldeck                        | Graafschap Hohenwaldeck                                                                   | Duits: Hohenwaldeck |
| Hohenzollern-Hechingen              | Vorstendom Hohenzollern-Hechingen                                                         | Duits: Hohenzollern-Hechingen |
| Hohenzollern-Sigmaringen            | Vorstendom Hohenzollern-Sigmaringen                                                       | Duits: Hohenzollern-Sigmaringen                                                                                                  |
| Holstein-Gottorp                    | Hertogdom Sleeswijk-Holstein-Gottorp                                                      | Deens: Holsten-Gottorp Duits: Holstein-Gottorf                                                                                   |
| Holzappel                           | Graafschap Holzappel                                                                      | Duits: Holzappel |
| Irsee                               | Abdij Irsee                                                                               | Duits: Irsee |
| Isenburg-Büdingen                   | Graafschap Isenburg-Büdingen                                                              | Duits: Isenburg-Büdingen |
| Isenburg-Marienborn                 | Graafschap Isenburg-Marienborn                                                            | Duits: Isenburg-Marienborn |
| Isenburg-Meerholz                   | Graafschap Isenburg-Meerholz                                                              | Duits: Isenburg-Meerholz |
| Isenburg-Offenbach                  | Graafschap Isenburg-Offenbach                                                             | Duits: Isenburg-Offenbach |
| Isenburg-Wächtersbach               | Graafschap Isenburg-Wächtersbach                                                          | Duits: Isenburg-Wächtersbach |
| Isny                                | Rijksstad Isny                                                                            | Duits: Isny |
| Kaisheim                            | Abdij Kaisheim                                                                            | Duits: Kaisheim |
| Kaufbeuren                          | Rijksstad Kaufbeuren                                                                      | Duits: Kaufbeuren |
| Kempten                             | Abdij Kempten                                                                             | Duits: Kempten |
| Kempten                             | Rijksstad Kempten                                                                         | Duits: Kempten |
| Kessenich                           | Rijksonmiddellijke Heerlijkheid Kessenich en Hunsel                                       | Duits: Kessenich |
| Keulen                              | Rijksstad Keulen                                                                          | Duits: Köln |
| Keulen                              | Keurvorstendom Keulen / Keur-Keulen                                                       | Duits: Kurköln |
| Königsegg-Aulendorf                 | Graafschap Königsegg-Aulendorf                                                            | Duits: Königsegg-Aulendorf |
| Königsegg-Rothenfels                | Graafschap Königsegg-Rothenfels                                                           | Duits: Königsegg-Rothenfels |
| Konstanz                            | Prinsbisdom Konstanz                                                                      | Duits: Konstanz |
| Kornelimünster                      | Abdij Kornelimünster                                                                      | Duits: Kornelimünster |
| Leiningen-Westerburg-Neuleiningen   | Graafschap Leiningen-Westerburg-Neuleiningen                                              | Duits: Leiningen-Westerburg-Neuleiningen                                                                                         |
| Leuchtenberg                        | Landgraafschap Leuchtenberg                                                               | Duits: Leuchtenberg |
| Leiningen-Westerburg-Altleiningen   | Graafschap Leiningen-Westerburg-Altleiningen (Graafschap Leiningen-Westerburg)            | Duits: Leiningen-Westerburg-Altleiningen                                                                                         |
| Leutkirch                           | Rijksstad Leutkirch                                                                       | Duits: Leutkirch |
| Lichtenstein                        | Heerlijkheid Lichtenstein                                                                 | Duits: Lichtenstein |
| Limburg-Styrum                      | Heerlijkheid Limburg-Styrum                                                               | Duits: Limburg-Styrum |
| Limpurg-Speckfeld                   | Graafschap Limpurg-Speckfeld                                                              | Duits: Limpurg-Speckfeld |
| Lindau                              | Abdij Lindau                                                                              | Duits: Lindau |
| Lindau                              | Rijksstad Lindau                                                                          | Duits: Lindau |
| Lippe-Brake                         | Graafschap Lippe-Brake                                                                    | Duits: Lippe-Brake |
| Lippe-Detmold                       | Graafschap Lippe-Detmold                                                                  | Duits: Lippe-Detmold |
| Löwenstein-Wertheim-Rochefort       | Graafschap Löwenstein-Wertheim-Rochefort                                                  | Duits: Löwenstein-Wertheim-Rochefort                                                                                             |
| Löwenstein-Wertheim-Virneburg       | Graafschap Löwenstein-Wertheim-Virneburg                                                  | Duits: Löwenstein-Wertheim-Virneburg                                                                                             |
| Lübeck                              | Rijksstad Lübeck                                                                          | Duits: Lübeck |
| Lübeck                              | Prinsbisdom Lübeck                                                                        | Duits: Lübeck |
| Luik                                | Prinsbisdom Luik                                                                          | Duits: Lüttich Frans: Liège Nederlands: Luik                                                                                     |
| Mainz                               | Aartssticht en Keurvorstendom Mainz (ook wel: Keur-Mainz)                                 | Duits: Mainz |
| Manderscheid-Blankenheim            | Graafschap Manderscheid-Blankenheim                                                       | Duits: Manderscheid-Blankenheim                                                                                                  |
| Marchtal                            | Abdij Marchtal                                                                            | Duits: Marchtal |
| Maursmünster                        | Abdij Maursmünster                                                                        | Alemannisch: Màschmínschter Duits: Maursmünster Frans: Marmoutier                                                                |
| Mecklenburg-Schwerin                | Hertogdom Mecklenburg-Schwerin                                                            | Duits: Mecklenburg-Schwerin |
| Mecklenburg-Strelitz                | Hertogdom Mecklenburg-Strelitz                                                            | Duits: Mecklenburg-Strelitz |
| Memmingen                           | Rijksstad Memmingen                                                                       | Duits: Memmingen |
| Michaelsberg                        | Abdij Michaelsberg                                                                        | Duits: Michaelsberg |
| Mindelheim                          | Heerlijkheid Mindelheim                                                                   | Duits: Mindelheim |
| Mondsee                             | Abdij Mondsee                                                                             | Duits: Mondsee |
| Mühlhausen                          | Rijksstad Mühlhausen                                                                      | Duits: Mühlhausen |
| Münster                             | Prinsbisdom Münster                                                                       | Duits: Münster |
| Murbach                             | Abdij Murbach                                                                             | Duits en Frans: Murbach |
| Myllendonk                          | Heerlijkheid Myllendonk                                                                   | Duits: Myllendonk |
| Nassau-Hadamar                      | Vorstendom Nassau-Hadamar                                                                 | Duits: Nassau-Hadamar |
| Nassau-Idstein                      | Vorstendom Nassau-Idstein                                                                 | Duits: Nassau-Idstein |
| Nassau-Oranje                       | Vorstendom Nassau-Oranje                                                                  | Duits: Nassau-Oranien |
| Nassau-Ottweiler                    | Graafschap Nassau-Ottweiler                                                               | Duits: Nassau-Ottweiler |
| Nassau-Saarbrücken                  | Graafschap Nassau-Saarbrücken                                                             | Duits: Nassau-Saarbrücken |
| Nassau-Usingen                      | Vorstendom Nassau-Usingen                                                                 | Duits: Nassau-Usingen |
| Nassau-Weilburg                     | Graafschap Nassau-Weilburg                                                                | Duits: Nassau-Weilburg |
| Neurenberg                          | Rijksstad Neurenberg                                                                      | Duits: Nürnberg |
| Niedermünster                       | Abdij Niedermünster                                                                       | Duits: Niedermünster |
| Nordhausen                          | Rijksstad Nordhausen                                                                      | Duits: Nordhausen |
| Nördlingen                          | Rijksstad Nördlingen                                                                      | Duits: Nördlingen |
| Nostitz-Rieneck                     | Graafschap Nostitz-Rieneck                                                                | Duits: Nostitz-Rieneck |
| Novellara en Bagnolo                | Graafschap Novellare en Bagnolo                                                           | Italiaans: Novellara e Bagnolo                                                                                                   |
| Obermünster                         | Abdij Obermünster                                                                         | Duits: Obermünster |
| Ochsenhausen                        | Abdij Ochsenhausen                                                                        | Duits: Ochsenhausen |
| Offenburg                           | Rijksstad Offenburg                                                                       | Duits: Offenburg |
| Olbrück                             | Heerlijkheid Olbrück                                                                      | Duits: Olbrück |
| Oost-Friesland                      | Graafschap Oost-Friesland                                                                 | Duits: Ostfriesland Nederlands: Oost-Friesland                                                                                   |
| Ortenburg                           | Graafschap Ortenburg                                                                      | Duits: Ortenburg |
| Osnabrück                           | Prinsbisdom Osnabrück                                                                     | Duits: Osnabrück |
| Öttingen-Baldern                    | Graafschap Öttingen-Baldern                                                               | Duits: Öttingen-Baldern |
| Öttingen-Öttingen                   | Graafschap Öttingen-Öttingen                                                              | Duits: Öttingen-Öttingen |
| Öttingen-Spielberg                  | Graafschap Öttingen-Spielberg                                                             | Duits: Öttingen-Spielberg |
| Öttingen-Wallerstein                | Graafschap Öttingen-Wallerstein                                                           | Duits: Öttingen-Wallerstein |
| Paderborn                           | Prinsbisdom Paderborn                                                                     | Duits: Paderborn |
| Pappenheim                          | Graafschap Pappenheim                                                                     | Duits: Pappenheim |
| Paltsgraafschap aan de Rijn         | Paltsgraafschap aan de Rijn                                                               | Duits: Pfalzgrafschaft bei Rhein                                                                                                 |
| Palts-Birkenfeld                    | Hertogdom Palts-Birkenfeld                                                                | Duits: Pfalz-Birkenfeld |
| Palts-Sulzbach                      | Vorstendom Palts-Sulzbach                                                                 | Duits: Pfalz-Sulzbach |
| Passau                              | Prinsbisdom Passau                                                                        | Duits: Passau |
| Petershausen                        | Abdij Petershausen                                                                        | Duits: Petershausen |
| Pfullendorf                         | Rijksstad Pfullendorf                                                                     | Duits: Pfullendorf |
| Pyrbaum                             | Graafschap Pyrbaum                                                                        | Duits: Prybaum |
| Quedlinburg                         | Abdij van Quedlinburg                                                                     | Duits: Quedlinburg |
| Rantzau                             | Graafschap Rantzau (ook wel: Graafschap Barmstedt)                                        | Duits: Rantzau |
| Ravensburg                          | Rijksstad Ravensburg                                                                      | Duits: Ravensburg |
| Rechberg en Rothenlöwen             | Graafschap Rechberg en Rothenlöwen                                                        | Duits: Rechberg und Rothenlöwen                                                                                                  |
| Regensburg                          | Prinsbisdom Regensburg                                                                    | Duits: Regensburg |
| Regensburg                          | Rijksstad Regensburg                                                                      | Duits: Regensburg |
| Reipoltskirchen                     | Heerlijkheid Reipoltskirchen                                                              | Duits: Reipoltskirchen |
| Rekem                               | Graafschap Rekem                                                                          | Duits: Reckheim Nederlands: Rekem                                                                                                |
| Remiremont                          | Abdij Remiremont                                                                          | Duits: Romberg Frans: Remiremont                                                                                                 |
| Reuss-Ebersdorf                     | Graafschap Reuss-Ebersdorf                                                                | Duits: Reuß-Ebersdorf |
| Reuss-Hirschberg                    | Graafschap Reuss-Hirschberg                                                               | Duits: Reuß-Hirschberg |
| Reuss-Lobenstein                    | Graafschap Reuss-Lobenstein                                                               | Duits: Reuß-Lobenstein |
| Reuss-Gera                          | Graafschap Reuss-Gera                                                                     | Duits: Reuß-Gera |
| Reuss-Obergreiz                     | Graafschap Reuss-Obergreiz                                                                | Duits: Reuß-Obergreiz |
| Reuss-Schleiz                       | Graafschap Reuss-Schleiz                                                                  | Duits: Reuß-Schleiz |
| Reuss-Untergreiz                    | Graafschap Reuss-Untergreiz                                                               | Duits: Reuß-Untergreiz |
| Reutlingen                          | Rijksstad Reutlingen                                                                      | Duits: Reutlingen |
| Rheda                               | Heerlijkheid Rheda                                                                        | Duits: Rheda |
| Rietberg                            | Graafschap Rietberg                                                                       | Duits: Rietberg |
| Rheineck                            | Burggraafschap Rheineck                                                                   | Duits: Rheineck |
| Roggenburg                          | Abdij Roggenburg                                                                          | Duits: Roggenburg |
| Rot                                 | Abdij Rot (ook wel: Abdij Münchenroth)                                                    | Duits: Rot |
| Rothenburg                          | Rijksstad Rothenburg                                                                      | Duits: Rothenburg |
| Rottenmünster                       | Abdij Rottenmünster                                                                       | Duits: Rottenmünster |
| Saksen                              | Keurvorstendom Saksen                                                                     | Duits: Sachsen |
| Saksen-Coburg                       | Hertogdom Saksen-Coburg                                                                   | Duits: Saksen-Coburg |
| Saksen-Eisenach                     | Hertogdom Saksen-Eisenach                                                                 | Duits: Sachsen-Eisenach |
| Saksen-Eisenberg (tot 1707)         | Hertogdom Saksen-Eisenberg                                                                | Duits: Sachsen-Eisenberg |
| Saksen-Gotha-Altenburg              | Hertogdom Saksen-Gotha-Altenburg                                                          | Duits: Sachsen-Gotha-Altenburg                                                                                                   |
| Saksen-Meiningen                    | Hertogdom Saksen-Meiningen (ook wel: Hertogdom Saksen-Meiningen-Hildburghausen)           | Duits: Sachsen-Meiningen |
| Saksen-Merseburg                    | Hertogdom Saksen-Merseburg                                                                | Duits: Sachsen-Merseburg |
| Saksen-Römhild                      | Hertogdom Saksen-Römhild                                                                  | Duits: Sachsen-Römhild |
| Saksen-Saalfeld                     | Hertogdom Saksen-Saalfeld                                                                 | Duits: Sachsen-Saalfeld |
| Saksen-Weißenfels                   | Hertogdom Saksen-Weißenfels                                                               | Duits: Sachsen-Weißenfels |
| Saksen-Weimar                       | Hertogdom Saksen-Weimar                                                                   | Duits: Sachsen-Weimar |
| Salem                               | Abdij Salem                                                                               | Duits: Salem |
| Salm-Dhaun                          | Graafschap Salm-Dhaun                                                                     | Duits: Salm-Dhaun |
| Salm-Grumbach                       | Graafschap Salm-Grumbach                                                                  | Duits: Salm-Grumbach |
| Salm-Leuze                          | Graafschap Salm-Leuze                                                                     | Duits: Salm-Leuze |
| Salm-Püttlingen                     | Graafschap Salm-Püttlingen                                                                | Duits: Salm-Püttlingen |
| Salm-Reifferscheid-Dyck             | Graafschap Salm-Reifferscheid-Dyck                                                        | Duits: Salm-Reifferscheid-Dyck                                                                                                   |
| Salm-Salm                           | Graafschap Salm-Salm                                                                      | Duits: Salm-Salm |
| Salzburg                            | Prinsaartsbisdom Salzburg                                                                 | Duits: Salzburg |
| Sankt Blasien                       | Abdij Sankt Blasien                                                                       | Duits: Sankt Blasien |
| Sankt Emmeram                       | Abdij Sankt Emmeram                                                                       | Duits: Sankt Emmeram |
| Sankt Ulrich und Afra               | Abdij Sankt Ulrich und Afra                                                               | Duits: Sankt Ulrich und Afra |
| Sayn-Wittgenstein-Berleburg         | Graafschap Sayn-Wittgenstein-Berleburg                                                    | Duits: Sayn-Wittgenstein-Berleburg                                                                                               |
| Sayn-Wittgenstein-Hohenstein        | Graafschap Sayn-Wittgenstein-Hohenstein                                                   | Duits: Sayn-Wittgenstein-Hohenstein                                                                                              |
| Sayn-Wittgenstein-Vallendar         | Graafschap Sayn-Wittgenstein-Vallendar                                                    | Duits: Sayn-Wittgenstein-Vallendar                                                                                               |
| Schauen                             | Rijksheerlijkheid Schauen                                                                 | Duits: Schauen |
| Schaumburg-Lippe                    | Graafschap Schaumburg-Lippe                                                               | Duits: Schaumburg-Lippe |
| Schaumburg-Lippe-Alverdissen        | Graafschap Schaumburg-Lippe-Alverdissen                                                   | Duits: Schaumburg-Lippe-Alverdissen                                                                                              |
| Schleiden                           | Graafschap Schleiden                                                                      | Duits: Schleiden |
| Schönau                             | Heerlijkheid Schönau                                                                      | Duits: Schönau |
| Schönborn                           | Graafschap Schönborn                                                                      | Duits: Schönborn |
| Schönthal                           | Abdij Schönthal                                                                           | Duits: Schönthal |
| Schussenried                        | Abdij Schussenried                                                                        | Duits: Schussenried |
| Schwäbisch Hall                     | Rijksstad Schwäbisch Hall                                                                 | Duits: Schwäbisch Hall |
| Schwarzburg-Arnstadt                | Vorstendom Schwarzburg-Arnstadt                                                           | Duits: Schwarzburg-Arnstadt |
| Schwarzburg-Rudolstadt              | Graafschap Schwarzburg-Rudolstadt                                                         | Duits: Schwarzburg-Rudolstadt |
| Schwarzburg-Sondershausen           | Vorstendom Schwarzburg-Sondershausen                                                      | Duits: Schwarzburg-Sondershausen                                                                                                 |
| Schwarzenberg                       | Graafschap Schwarzenberg                                                                  | Duits: Schwarzenberg |
| Schweinfurt                         | Rijksstad Schweinfurt                                                                     | Duits: Schweinfurt |
| Seckau                              | Abdij Seckau                                                                              | Duits: Seckau |
| Sennfeld                            | Rijksdorp Sennfeld                                                                        | Duits: Sennfeld |
| Sickingen                           | Graafschap Sickingen                                                                      | Duits: Sickingen |
| Soden                               | Rijksdorp Soden                                                                           | Duits: Soden |
| Solms-Assenheim                     | Graafschap Solms-Assenheim                                                                | Duits: Solms-Assenheim |
| Solms-Braunfels                     | Graafschap Solms-Braunfels                                                                | Duits: Solms-Braunfels |
| Solms-Hohensolms                    | Graafschap Solms-Hohensolms                                                               | Duits: Solms-Hohensolms |
| Solms-Laubach                       | Graafschap Solms-Laubach                                                                  | Duits: Solms-Laubach |
| Solms-Lich                          | Graafschap Solms-Lich                                                                     | Duits: Solms-Lich |
| Solms-Rödelheim                     | Graafschap Solms-Rödelheim                                                                | Duits: Solms-Rödelheim |
| Solms-Utphe                         | Graafschap Solms-Utphe                                                                    | Duits: Solms-Utphe |
| Solms-Wildenfels                    | Graafschap Solms-Wildenfels                                                               | Duits: Solms-Wildenfels |
| Spiers                              | Prinsbisdom Spiers                                                                        | Duits: Speyer |
| Spiers                              | Rijksstad Spiers                                                                          | Duits: Speyer |
| Stadion                             | Graafschap Stadion                                                                        | Duits: Stadion |
| Starhemberg                         | Graafschap Starhemberg                                                                    | Duits: Starhemberg |
| Stavelot-Malmedy                    | Vorstelijke Abdijen van Stavelot-Malmedy                                                  | Duits: Stablo-Malmedy Frans en Nederlands: Stavelot-Malmedy                                                                      |
| Stein (graafschap)                  | Rijngraafschap Stein                                                                      | Duits: Stein |
| Stein (heerlijkheid)                | Heerlijkheid Stein                                                                        | Duits: Stein |
| Steinfurt                           | Graafschap Steinfurt                                                                      | Duits: Steinfurt |
| Stolberg-Ilsenburg                  | Graafschap Stolberg-Ilsenburg (Stolberg-Wernigerode)                                      | Duits: Stolberg-Ilsenburg |
| Stolberg-Roßla                      | Graafschap Stolberg-Roßla                                                                 | Duits: Stolberg-Roßla |
| Stolberg-Schwarza                   | Graafschap Stolberg-Schwarza                                                              | Duits: Stolberg-Schwarza |
| Stolberg-Stolberg                   | Graafschap Stolberg-Stolberg                                                              | Duits: Stolberg-Stolberg |
| Störnstein                          | Graafschap Störnstein                                                                     | Duits: Störnstein |
| Straatsburg                         | Prinsbisdom Straatsburg                                                                   | Duits: Straßburg |
| Sulzbach                            | Rijksdorp Sulzbach                                                                        | Duits: Sulzbach |
| Sulzbürg                            | Graafschap Sulzbürg                                                                       | Duits: Sulzbürg |
| Tarasp                              | Heerlijkheid Tarasp                                                                       | Duits: Tarasp |
| Tengen                              | Graafschap Tengen                                                                         | Duits: Tengen |
| Thorn                               | Abdijvorstendom Thorn                                                                     | Duits en Nederlands: Thorn |
| Trente                              | Prinsbisdom Trente                                                                        | Duits: Trient Italiaans: Trento                                                                                                  |
| Überlingen                          | Rijksstad Überlingen                                                                      | Duits: Überlingen |
| Ulm                                 | Rijksstad Ulm                                                                             | Duits: Ulm |
| Ursberg                             | Abdij Ursberg                                                                             | Duits: Ursberg |
| Vaduz                               | Graafschap Vaduz                                                                          | Duits: Vaduz |
| Waldburg-Capustigall                | Graafschap Waldburg-Capustigall                                                           | Duits: Waldburg-Capustigall |
| Waldburg-Scheer                     | Graafschap Waldburg-Scheer                                                                | Duits: Waldburg-Scheer |
| Waldburg-Trauchburg                 | Graafschap Waldburg-Trauchburg                                                            | Duits: Waldburg-Trauchburg |
| Waldburg-Waldsee                    | Graafschap Waldburg-Waldsee                                                               | Duits: Waldburg-Waldsee |
| Waldburg-Wolfegg                    | Graafschap Waldburg-Wolfegg                                                               | Duits: Waldburg-Wolfegg |
| Waldburg-Zeil-Wurzach               | Graafschap Waldburg-Zeil-Wurzach                                                          | Duits: Waldburg-Zeil-Wurzach |
| Waldburg-Zeil-Zeil                  | Graafschap Waldburg-Zeil-Zeil                                                             | Duits: Waldburg-Zeil-Zeil |
| Waldeck-Pyrmont                     | Graafschap Waldeck en Pyrmont                                                             | Duits: Waldeck-Pyrmont |
| Waldenburg                          | Heerlijkheid Waldenburg                                                                   | Duits: Waldenburg |
| Wangen                              | Rijksstad Wangen                                                                          | Duits: Wangen |
| Wartenberg                          | Graafschap Wartenberg                                                                     | Duits: Wartenberg |
| Weil der Stadt                      | Rijksstad Weil der Stadt                                                                  | Duits: Weil der Stadt |
| Weingarten                          | Abdij Weingarten                                                                          | Duits: Weingarten |
| Weißenau                            | Abdij Weißenau                                                                            | Duits: Weißenau |
| Weißenburg                          | Rijksstad Weißenburg                                                                      | Duits: Weißenburg |
| Werden                              | Abdij Werden                                                                              | Duits: Werden |
| Wettenhausen                        | Proosdij Wettenhausen                                                                     | Duits: Wettenhausen |
| Wetzlar                             | Rijksstad Wetzlar                                                                         | Duits: Wetzlar |
| Wied-Neuwied                        | Graafschap Wied-Neuwied                                                                   | Duits: Wied-Neuwied |
| Wied-Runkel                         | Graafschap Wied-Runkel                                                                    | Duits: Wied-Runkel |
| Wijlre                              | Heerlijkheid Wijlre                                                                       | Nederlands: Wijlre |
| Wimpfen                             | Rijksstad Wimpfen                                                                         | Duits: Wimpfen |
| Windsheim                           | Rijksstad Windsheim                                                                       | Duits: Windsheim |
| Winneburg en Beilstein              | Graafschap Winneburg en Beilstein                                                         | Duits: Winneburg und Beilstein                                                                                                   |
| Wittem                              | Graafschap Wittem                                                                         | Duits en Nederlands: Wittem |
| Worms                               | Prinsbisdom Worms                                                                         | Duits: Worms |
| Worms                               | Rijksstad Worms                                                                           | Duits: Worms |
| Württemberg                         | Hertogdom Württemberg                                                                     | Duits: Württemberg |
| Württemberg-Montbéliard             | Hertogdom Württemberg-Montbéliard                                                         | Duits: Württemberg-Mömpelgard Frans: Wurtemberg-Montbéliard                                                                      |
| Württemberg-Winnental               | Hertogdom Württemberg-Winnental                                                           | Duits: Württemberg-Winnental |
| Würzburg                            | Prinsbisdom Würzburg                                                                      | Duits: Würzburg |
| Zell am Harmersbach                 | Rijksstad Zell am Harmersbach                                                             | Duits: Zell am Harmersbach |

### Landen binnen de grenzen van het Ottomaanse Rijk
In onderstaande lijst zijn staten opgenomen die lagen in het gebied dat officieel behoorde tot het Ottomaanse Rijk, maar waar het Ottomaanse Rijk geen zeggenschap had. Het Vorstendom Najran was onderhorig aan de Qasimiden en is niet apart opgenomen.
| Korte landsnaam (Nederlands) | Lange landsnaam (Nederlands)                                                | Korte landsnaam (oorspronkelijke taal/talen)                                 |
| ---------------------------- | --------------------------------------------------------------------------- | ---------------------------------------------------------------------------- |
| Abu Arish                    | Sjeikdom Abu Arish                                                          | Arabisch: Abu Arish / أبو عريش                                               |
| Bayda                        | Sultanaat Bayda (ook wel: Beda / Baidah)                                    | Arabisch: Al-Bayḍā / ٱلْبَيْضَاء                                                 |
| Beihan                       | Emiraat Beihan (ook wel: Bayhan)                                            | Arabisch: Bayḥān / بيحان                                                     |
| Circassië                    | Circassië (ook wel: Tsjerkessië / Adygea / West-Circassië)                  | Adygees: Adıgey / Адыгей                                                     |
| Fadhli                       | Sultanaat Fadhli                                                            | Arabisch: Faḍlī / فضلي                                                       |
| Al-Hasa                      | Sjeikdom al-Hasa                                                            | Arabisch: al-Aḥsā / الأحساء                                                  |
| Haushabi                     | Sultanaat Haushabi                                                          | Arabisch: Al-Hawshabī / الحوشبي                                              |
| Kharj                        | Emiraat Khardj                                                              | Arabisch: al-Kharj / الخرج                                                   |
| Kathiri                      | Sultanaat Kathiri                                                           | Arabisch: al-Kathīrī / الكثيري                                               |
| Mahra                        | Mahrasultanaat Qishn en Socotra (ook wel: Mahrasultanaat Ghayda en Socotra) | Arabisch: Salṭanat Mahrah fī Qishn wa Suquṭrah / سلطنة المهرة في قشن و سقطرة |
| Manfuha                      | Sjeikdom Manfuha                                                            | Arabisch: Manfuha / منفوحة                                                   |
| Mukalla                      | Staat Mukalla                                                               | Arabisch: al-Mukallā / ٱلْمُكَلَّا                                                |
| Mutayr                       | Sjeikdom Mutayr                                                             | Arabisch: Mutayr / مطير                                                      |
| Neder-Yafa                   | Sultanaat Neder-Yafa                                                        | Arabisch: Yāfiʿ al-Suflā / يافع السفلى                                       |
| Opper-Yafa                   | Staat Opper-Yafa (ook wel: Sultanaat Opper-Yafa)                            | Arabisch: Yāfiʿ al-ʿUlyā / يافع العليا                                       |
| Qasimiden                    | Imamaat van de Qasimiden (Imamaat Jemen / Imamaat van de Zaidieten)         | Arabisch:                                                                    |
| Subeihi                      | Sultanaat Subeihi                                                           | Arabisch: aṣ-Ṣubayḥī / الصبيحي                                               |
| Wahidi                       | Sultanaat Wahidi                                                            | Arabisch: Wāḥidī / واحدي                                                     |

### Kantons en Zugewandte Orte van het Zwitserse Eedgenootschap
Het Vorstendom Neuchâtel was eveneens een Zugewandter Ort, maar ook een deel van het Heilige Roomse Rijk en vanaf 1707 in personele unie met Pruisen verbonden en tevens onder Franse bezetting.
| Korte landsnaam (Nederlands) | Status                                                                        | Korte landsnaam (oorspronkelijke taal/talen)                    |
| ---------------------------- | ----------------------------------------------------------------------------- | --------------------------------------------------------------- |
| Appenzell Ausserrhoden       | Halfkanton                                                                    | Duits: Appenzell Ausserrhoden                                   |
| Appenzell Innerrhoden        | Halfkanton                                                                    | Duits: Appenzell Innerrhoden                                    |
| Bazel                        | Kanton                                                                        | Duits: Basel                                                    |
| Bern                         | Kanton                                                                        | Duits: Bern Frans: Berne                                        |
| Biel                         | Zugewandter Ort en bezit van het Prinsbisdom Bazel (deel Heilige Roomse Rijk) | Duits: Biel Frans: Bienne                                       |
| Drie Bonden                  | Zugewandter Ort en alliantie: Vrijstaat van de Drie Bonden                    | Duits: Drei Bünde Italiaans: Tre Leghe Reto-Romaans: Trais Lias |
| Fribourg                     | Kanton                                                                        | Duits: Freiburg Frans: Fribourg                                 |
| Genève                       | Zugewandter Ort: Republiek Genève                                             | Frans: Genève                                                   |
| Glarus                       | Kanton                                                                        | Duits: Glarus                                                   |
| Luzern                       | Kanton                                                                        | Duits: Luzern                                                   |
| Mulhouse                     | Zugewandter Ort en rijksstad binnen het Heilige Roomse Rijk.                  | Duits: Mülhausen Elzassisch: Milhüse Frans: Mulhouse            |
| Neuchâtel (tot 1707)         | Zugewandter Ort en vorstendom binnen het Heilige Roomse Rijk                  | Frans: Neuchâtel                                                |
| Nidwalden                    | Kanton                                                                        | Duits: Nidwalden                                                |
| Rottweil                     | Zugewandter Ort en rijksstad binnen het Heilige Roomse Rijk                   | Duits: Rottweil                                                 |
| Sankt Gallen (abdij)         | Zugewandter Ort en rijksabdij binnen het Heilige Roomse Rijk                  | Duits: Sankt Gallen                                             |
| Sankt Gallen (rijksstad)     | Zugewandter Ort en rijksstad binnen het Heilige Roomse Rijk                   | Duits: Sankt Gallen                                             |
| Schaffhausen                 | Kanton                                                                        | Duits: Schaffhausen                                             |
| Schwyz                       | Kanton                                                                        | Duits: Schwyz                                                   |
| Solothurn                    | Kanton                                                                        | Duits: Solothurn                                                |
| Unterwalden                  | Kanton                                                                        | Duits: Unterwalden                                              |
| Uri                          | Kanton                                                                        | Duits: Uri                                                      |
| Zeven Gemeenten              | Zugewandter Ort en federatie: Republiek van de Zeven Gemeenten                | Duits: Sieben Zenden Frans: Sept-Dizains                        |
| Zug                          | Kanton                                                                        | Duits: Zug                                                      |
| Zürich                       | Kanton                                                                        | Duits: Zürich                                                   |

### Staten binnen het Mogolrijk
Onderstaande staten behoorden officieel tot het Mogolrijk, maar waren daarvan in feite onafhankelijk. De Misls van de Sikhs in de regio Punjab zijn niet in onderstaande lijst weergegeven, maar waren ook in grote mate onafhankelijk. 
| Korte landsnaam (Nederlands) | Status                                                 | Korte landsnaam (oorspronkelijke taal/talen) |
| ---------------------------- | ------------------------------------------------------ | -------------------------------------------- |
| Amber (vanaf 1707)           | Amber                                                  | Hindi:                                       |
| Banswara (vanaf 1707)        | Banswara                                               | Wagdi:                                       |
| Barwani (vanaf 1707)         | Barwani                                                | Hindoestani: Baḍwāni / बड़वानी                  |
| Bundi (vanaf 1707)           | Bundi                                                  | Hindoestani: Būndī / बूंदी                      |
| Dungarpur (vanaf 1707)       | Dungarpur                                              | Wagdi:                                       |
| Jaisalmer (vanaf 1707)       | Jaisalmer                                              | Rajasthani: जैसलमेर                            |
| Karauli (vanaf 1707)         | Karauli                                                | Hindi: करौली                                   |
| Kishangarh (vanaf 1707)      | Kishangarh                                             | Rajasthani:                                  |
| Pratapgarh (vanaf 1707)      | Pratapgarh (ook wel: Pratabgarh)                       | Rajasthani:                                  |
| Sindh (vanaf 1707)           | Sindh (Kalhora-dynastie)                               | Sindhi: سنڌ Urdu: سندھ                       |
| Sirohi (vanaf 1707)          | Sirohi                                                 | Rajasthani:                                  |
| Udaipur (vanaf 1707)         | Koninkrijk Udaipur (ook wel: Sisodia-dynastie / Mewar) | Mewari:                                      |

### Nepalese koninkrijken verenigd in confederaties
In wat later Nepal zou worden, waren vele soevereine koninkrijken of vorstendommen die verenigd waren in drie losse confederaties. Drie staten (Bhaktapur, Kantipur en Lalitpur) waren onder de Malla verenigd in een losse confederatie in Nepal Mandala. Een tweede confederatie, de Chaubisi Rajya, bestond uit: Argha, Bajhang, Bhirkot, Butwal, Dhor, Dhurkot, Galkot, Ghiring, Garahun, Gorkha, Gulmi, Isma, Kaski, Khanchi, Lamjung, Musikot, Nuwakot, Paiyun, Palpa, Parbat, Pyuthan, Rishing, Satahun en Tanahun. Een derde confederatie, de Baise Rajya, bestond uit: Atbis Gotam, Bajura, Biskot, Chilli, Dailekh, Dang, Darnar, Doti, Dullu, Duryal, Gajur, Gurnakot, Jajarkot, Jehari, Jumla, Majal, Phalawagh, Rukum, Salyana (Salyan) en Thalahara. Hieronder zijn alleen Bhaktapur, Kantipur, Lalitpur en Gorkha apart weergegeven.
| Korte landsnaam (Nederlands) | Lange landsnaam (Nederlands)                       | Korte landsnaam (oorspronkelijke taal/talen) |
| ---------------------------- | -------------------------------------------------- | -------------------------------------------- |
| Bhaktapur                    | Koninkrijk Bhaktapur (ook wel: Bhatgaon)           | Nepalees: Bhaktapur / भक्तपुर                  |
| Gorkha                       | Koninkrijk Gorkha (ook wel: Gurkha)                | Nepalees: Gorkhā / गोरखा                       |
| Kantipur                     | Koninkrijk Kantipur (ook wel: Kathmandu)           | Nepalees: कान्तिपुर                              |
| Lalitpur                     | Koninkrijk Lalitpur (ook wel: Lalitapatan / Patan) | Nepalees: ललितपुर                              |

### Balinese koninkrijken
Het Koninkrijk Bali bestond uit diverse zelfstandige koninkrijken, waarbij de koning van Klungkung fungeerde als een primus inter pares.
| Korte landsnaam (Nederlands) | Lange landsnaam (Nederlands)        | Korte landsnaam (oorspronkelijke taal/talen) |
| ---------------------------- | ----------------------------------- | -------------------------------------------- |
| Badung                       | Koninkrijk Badung                   | Balinees: Badung                             |
| Buleleng                     | Koninkrijk Buleleng                 | Balinees: Buleleng                           |
| Jembrana                     | Koninkrijk Jembrana                 | Balinees: Jembrana                           |
| Karangasem                   | Koninkrijk Karangasem               | Balinees: Karangasem                         |
| Klungkung                    | Koninkrijk Klungkung                | Balinees: Klungkung                          |
| Mengwi                       | Koninkrijk Mengwi                   | Balinees: Mengwi                             |
| Sukawati                     | Koninkrijk Sukawati (ook wel: Ubud) | Balinees: Sukawati                           |

### Niet algemeen erkende landen
| Korte landsnaam (Nederlands) | Lange landsnaam (Nederlands) | Korte landsnaam (oorspronkelijke taal/talen)                          |
| ---------------------------- | ---------------------------- | --------------------------------------------------------------------- |
| Couto Misto                  | Couto Misto                  | Castiliaans: Coto Mixto Galicisch: Couto Mixto Portugees: Couto Misto |
| Piratenrepubliek             | Piratenrepubliek             | Engels: Republic of Pirates                                           |

## Niet-onafhankelijke gebieden
Hieronder staat een lijst van afhankelijke gebieden.

### Niet-onafhankelijke gebieden van Ashanti
| Korte landsnaam (Nederlands) | Status     | Korte landsnaam (oorspronkelijke taal/talen) |
| ---------------------------- | ---------- | -------------------------------------------- |
| Denkyira                     | Vazalstaat | Akan: Denkyira                               |

### Niet-onafhankelijke gebieden van Atjeh
| Korte landsnaam (Nederlands) | Status | Korte landsnaam (oorspronkelijke taal/talen) |
| ---------------------------- | ------ | -------------------------------------------- |
| Asahan                       | Asahan | Maleis: Asahan                               |

### Niet-onafhankelijke gebieden van Banjarmasin
| Korte landsnaam (Nederlands) | Status                                         | Korte landsnaam (oorspronkelijke taal/talen) |
| ---------------------------- | ---------------------------------------------- | -------------------------------------------- |
| Pasir                        | Vazalstaat: Sultanaat Pasir (ook wel: Paser)   | Maleis: Paser                                |
| Tidung                       | Vazalstaat: Tidung (ook wel: Tarakan / Tidong) | Nonukan Tidong: Sesayap Tidong:              |

### Birmese niet-onafhankelijke gebieden
| Korte landsnaam (Nederlands) | Status                                     | Korte landsnaam (oorspronkelijke taal/talen) |
| ---------------------------- | ------------------------------------------ | -------------------------------------------- |
| Lanna                        | Vazalstaat: Koninkrijk Lanna               | Birmaans: ဇင်းမယ် ပြည် Noordelijk Thai:           |
| Möngkawng                    | Bezet gebied: Möngkawng (ook wel: Mogaung) | Birmaans: မိုးကောင်း Tai Nüa: ᥛᥫᥒᥰ ᥐᥩᥒᥰ             |

### Chinese niet-onafhankelijke gebieden
| Korte landsnaam (Nederlands) | Status                   | Korte landsnaam (oorspronkelijke taal/talen)   |
| ---------------------------- | ------------------------ | ---------------------------------------------- |
| Kumul                        | Vazalstaat: Kanaat Kumul | Mandarijn: Hāmì / 哈密 Oeigoers: Kumul / قۇمۇل |

### Deense niet-onafhankelijke gebieden
| Korte landsnaam (Nederlands) | Status                                                          | Korte landsnaam (oorspronkelijke taal/talen) |
| ---------------------------- | --------------------------------------------------------------- | -------------------------------------------- |
| Deens-Oost-Indië             | Eigendom van de Deense Oost-Indische Compagnie                  | Deens: Dansk Ostindien                       |
| Deense Goudkust              | Eigendom van de Deense West-Indische en Guineese Compagnie      | Deens: Den danske Guldkyst                   |
| Faeröer                      | Bezitting van de Deense Kroon                                   | Deens: Færøerne                              |
| Groenland                    | Bezitting van de Deense Kroon                                   | Deens: Grønland                              |
| Holstein                     | Hertogdom Holstein                                              | Deens: Holsten Duits: Holstein               |
| IJsland                      | Kolonie                                                         | Deens: Ísland                                |
| Oldenburg                    | Graafschap Oldenburg, deel van het Heilige Roomse Rijk          | Deens: Oldenborg Duits: Oldenburg            |
| Sankt Jan                    | Eigendom van de Deense West-Indische en Guineese Compagnie      | Deens: Sankt Jan                             |
| Sankt Thomas                 | Eigendom van de Deense West-Indische en Guineese Compagnie      | Deens: Sankt Thomas                          |
| Sleeswijk                    | Hertogdom Sleeswijk, in personele unie met Denemarken verbonden | Deens: Slesvig Duits: Schleswig              |

### Engelse niet-onafhankelijke gebieden
Het Koninkrijk Engeland was in personele unie met het Koninkrijk Schotland verbonden. Deze koninkrijken werden in 1707 officieel verenigd in het Koninkrijk Groot-Brittannië. De onderstaande gebieden waren afhankelijk van het Koninkrijk Engeland (Groot-Brittannië).
| Korte landsnaam (Nederlands)            | Status                                                | Korte landsnaam (oorspronkelijke taal/talen)     |
| --------------------------------------- | ----------------------------------------------------- | ------------------------------------------------ |
| Alderney                                | Kroonbezit                                            | Engels: Alderney Frans: Aurigny                  |
| Barbados                                | Kolonie                                               | Engels: Barbados                                 |
| Bermuda                                 | Kolonie                                               | Engels: Bermuda                                  |
| Britse Bovenwindse Eilanden             | Kolonie                                               | Engels: Leeward Islands                          |
| Britse Goudkust                         | Overzees bezit, eigendom van de Royal African Company | Engels: Gold Coast                               |
| Carolina                                | Kolonie                                               | Engels: Carolina                                 |
| Connecticut                             | Kolonie                                               | Engels: Connecticut                              |
| Fort William                            | Overzees bezit                                        | Engels: Fort William at Whydah                   |
| Gambia                                  | Overzees bezit, eigendom van de Royal African Company | Engels: Gambia                                   |
| Guernsey                                | Kroonbezit                                            | Engels: Guernsey Frans: Guernesey                |
| Ierland                                 | Kroonbezit: Koninkrijk Ierland                        | Engels: Ireland Iers: Éire                       |
| Jamaica                                 | Kolonie                                               | Engels: Jamaica                                  |
| Jersey                                  | Kroonbezit                                            | Engels en Frans: Jersey                          |
| Man                                     | Vazalstaat: Heerlijkheid Man                          | Engels: Isle of Man Manx-Gaelisch: Ellan Vannin  |
| Mary Ballcouts Eiland                   | Overzees bezit                                        | Engels: Mary Ballcout's Island                   |
| Maryland                                | Kolonie                                               | Engels: Maryland                                 |
| Massachusetts Bay                       | Kolonie                                               | Engels: Massachusetts Bay                        |
| Miskitokoninkrijk                       | Protectoraat: Miskitokoninkrijk                       | Engels: Mosquito Kingdom Miskito:                |
| New Hampshire                           | Kolonie                                               | Engels: New Hampshire                            |
| New York                                | Kolonie                                               | Engels: New York                                 |
| Newfoundland                            | Kolonie                                               | Engels: Newfoundland                             |
| Noordwestelijk Territorium              | Eigendom van de Hudson's Bay Company                  | Engels: North-Western Territory                  |
| Oost-Indië                              | Gebied van de Oost-Indische Compagnie                 | Engels: East India                               |
| Pennsylvania                            | Kolonie                                               | Engels: Pennsylvania                             |
| Rhode Island and Providence Plantations | Kolonie                                               | Engels: Rhode Island and Providence Plantations  |
| Shenge                                  | Protectoraat                                          | Engels: Shenge                                   |
| Sint-Helena                             | Gebied van de Oost-Indische Compagnie                 | Engels: Saint Helena                             |
| Stikineterritorium                      | Overzees bezit                                        | Engels: Stickeen Territories / Stikine Territory |
| Virginia                                | Kolonie                                               | Engels: Virginia                                 |

### Franse niet-onafhankelijke gebieden
| Korte landsnaam (Nederlands) | Status                                         | Korte landsnaam (oorspronkelijke taal/talen)   |
| ---------------------------- | ---------------------------------------------- | ---------------------------------------------- |
| Acadië                       | Kolonie, onderdeel van Nieuw-Frankrijk         | Frans: Acadie                                  |
| Bouillon                     | Protectoraat: Hertogdom Bouillon               | Frans: Bouillon                                |
| Canada                       | Kolonie, onderdeel van Nieuw-Frankrijk         | Frans: Canada                                  |
| Dombes                       | Vorstendom                                     | Frans: Dombes                                  |
| Fort Saint-Louis (Ouidah)    | Overzees bezit                                 | Frans: Fort Saint-Louis                        |
| Franse Goudkust              | Overzees bezit                                 | Frans: Établissements français de la Côte-d'Or |
| Frans-Guyana                 | Kolonie                                        | Frans: Guyane Français                         |
| Frans-Oost-Indië             | Eigendom van de Franse Oost-Indische Compagnie | Frans: Indes-Orientales                        |
| Guadeloupe                   | Kolonie                                        | Frans: Guadeloupe                              |
| Île Bourbon                  | Eigendom van de Franse Oost-Indische Compagnie | Frans: Île Bourbon                             |
| Louisiana                    | Kolonie, onderdeel van Nieuw-Frankrijk         | Frans: La Louisiane française                  |
| Martinique                   | Kolonie (Franse Antillen)                      | Frans: Martinique                              |
| Monaco                       | Protectoraat: Vorstendom Monaco                | Frans: Monaco                                  |
| Saint-Domingue               | Kolonie                                        | Frans: Saint-Domingue                          |
| Sainte-Croix                 | Overzees bezit                                 | Frans: Sainte-Croix                            |
| Senegal                      | Eigendom van de Compagnie du Sénégal           | Frans: Senegal                                 |
| Terre-Neuve                  | Kolonie, onderdeel van Nieuw-Frankrijk         | Frans: Terre-Neuve                             |

### Genuese niet-onafhankelijke gebieden
| Korte landsnaam (Nederlands) | Status                                    | Korte landsnaam (oorspronkelijke taal/talen) |
| ---------------------------- | ----------------------------------------- | -------------------------------------------- |
| Noli                         | Protectoraat: Republiek Noli              | Italiaans: Noli                              |
| Tabarka                      | Eigendom van de Genuese familie Lomellini | Italiaans: Tabarca                           |

### Bezittingen van het Habsburgse Rijk
| Korte landsnaam (Nederlands) | Status                                                                                 | Korte landsnaam (oorspronkelijke taal/talen)                                         |
| ---------------------------- | -------------------------------------------------------------------------------------- | ------------------------------------------------------------------------------------ |
| Bohemen                      | Koninkrijk Bohemen: land van de Boheemse kroon en deel van het Heilige Roomse Rijk     | Duits: Böhmen Latijn: Regnum Bohemiae Tsjechisch: Ceské království                   |
| Görz                         | Graafschap Görz: erfland en deel van het Heilige Roomse Rijk                           | Duits: Görz                                                                          |
| Hongarije                    | Koninkrijk Hongarije: land van de Heilige Hongaarse Stefanskroon                       | Duits: Ungarn Hongaars: Magyar Latijn: Regnum Hungariae                              |
| Karinthië                    | Hertogdom Karinthië: erfland en deel van het Heilige Roomse Rijk                       | Duits: Kärnten Sloveens: Koroška                                                     |
| Krain                        | Hertogdom Krain: erfland en deel van het Heilige Roomse Rijk                           | Duits: Krain Sloveens: Kranjska                                                      |
| Kroatië                      | Koninkrijk Kroatië: land van de Heilige Hongaarse Stefanskroon                         | Duits: Kroatien Kroatisch: Hrvatska Latijn: Croatia                                  |
| Moravië                      | Markgraafschap Moravië: land van de Boheemse kroon en deel van het Heilige Roomse Rijk | Duits: Mähren Latijn: Moravia Tsjechisch: Morava                                     |
| Neder-Oostenrijk             | Aartshertogdom Oostenrijk beneden de Enns: erfland en deel van het Heilige Roomse Rijk | Duits: Österreich unter der Enns                                                     |
| Opper-Oostenrijk             | Aartshertogdom Oostenrijk boven de Enns: erfland en deel van het Heilige Roomse Rijk   | Duits: Österreich ob der Enns                                                        |
| Silezische hertogdommen      | Landen van de Boheemse kroon en deel van het Heilige Roomse Rijk                       | Duits: Herzogtümer in Schlesien Tsjechisch: Slezská knížectví                        |
| Slavonië                     | Koninkrijk Slavonië: land van de Heilige Hongaarse Stefanskroon                        | Duits: Slawonien Hongaars: Szlavón Királyság Kroatisch: Slavonija Latijn: Sclavonia  |
| Stiermarken                  | Hertogdom Stiermarken: erfland en deel van het Heilige Roomse Rijk                     | Duits: Steiermark Sloveens: Stajerska                                                |
| Temeswar                     | Banaat Temeswar: provincie van het Habsburgse Rijk                                     | Duits: Temeswar Hongaars: Temesvár Roemeens: Timișoara Servisch: Temišvar / Темишвар |
| Tirol                        | Graafschap Tirol: erfland en deel van het Heilige Roomse Rijk                          | Duits: Tirol                                                                         |
| Transsylvanië                | Vazalstaat: Vorstendom Transsylvanië (ook wel: Zevenburgen)                            | Duits: Siebenbürgen Hongaars: Erdély Latijn: Transsilvania Roemeens: Transilvania    |
| Triëst                       | Erfland en deel van het Heilige Roomse Rijk                                            | Duits: Triest Italiaans: Trieste Sloveens: Trst                                      |
| Voor-Oostenrijk              | Verzameling Habsburgse bezittingen en deel van het Heilige Roomse Rijk                 | Duits: Vorderösterreich                                                              |
| West-Galicië                 | Habsburgs bezit                                                                        | Duits: Westgalizien Pools: Galicja Zachodnia                                         |

### Japanse niet-onafhankelijke gebieden
| Korte landsnaam (Nederlands) | Status                        | Korte landsnaam (oorspronkelijke taal/talen)                    |
| ---------------------------- | ----------------------------- | --------------------------------------------------------------- |
| Riukiu                       | Vazalstaat: Koninkrijk Riukiu | Japans: Ryūkyū Ōkoku / 琉球王国 Riukiuaans: Rūchū-kuku / 琉球國 |

### Niet-onafhankelijke gebieden van Johor
| Korte landsnaam (Nederlands) | Status     | Korte landsnaam (oorspronkelijke taal/talen) |
| ---------------------------- | ---------- | -------------------------------------------- |
| Deli                         | Vazalstaat | Maleis: Deli                                 |
| Langkat                      | Vazalstaat | Maleis: Langkat                              |
| Pahang                       | Vazalstaat | Maleis: Pahang                               |
| Tanjung Negeri               | Vazalstaat | Maleis: Tanjung Negeri                       |

### Niet-onafhankelijke gebieden van Kalat
| Korte landsnaam (Nederlands) | Status             | Korte landsnaam (oorspronkelijke taal/talen) |
| ---------------------------- | ------------------ | -------------------------------------------- |
| Kharan                       | Vazalstaat: Kharan | Beloetsji: خاران                             |

### Kabardijnse niet-onafhankelijke gebieden
| Korte landsnaam (Nederlands) | Status  | Korte landsnaam (oorspronkelijke taal/talen) |
| ---------------------------- | ------- | -------------------------------------------- |
| Ossetië                      | Ossetië | Ossetisch: Irijston / Ирыстон                |

### Niet-onafhankelijke gebieden van de Kerkelijke Staat
| Korte landsnaam (Nederlands) | Status                                     | Korte landsnaam (oorspronkelijke taal/talen)                 |
| ---------------------------- | ------------------------------------------ | ------------------------------------------------------------ |
| Avignon                      | Pauselijk domein                           | Frans: Avignon Latijn: Avenio                                |
| Venaissin                    | Graafschap Venaissin, een Pauselijk domein | Frans: Comtat Latijn: Pagus Vendascinus Provençaals: Coumtat |

### Niet onafhankelijke gebieden van Khoshut
| Korte landsnaam (Nederlands) | Status     | Korte landsnaam (oorspronkelijke taal/talen) |
| ---------------------------- | ---------- | -------------------------------------------- |
| Tibet                        | Vazalstaat | Tibetaans: Bod / བོད་                         |

### Niet-onafhankelijke gebieden van Kutai
| Korte landsnaam (Nederlands) | Status                      | Korte landsnaam (oorspronkelijke taal/talen) |
| ---------------------------- | --------------------------- | -------------------------------------------- |
| Berau                        | Vazalstaat: Sultanaat Berau | Maleis: Berau                                |

### Niet onafhankelijke gebieden van Lan Xang
| Korte landsnaam (Nederlands) | Status                                          | Korte landsnaam (oorspronkelijke taal/talen) |
| ---------------------------- | ----------------------------------------------- | -------------------------------------------- |
| Xhieng Khuang (tot 1707)     | Koninkrijk Xhieng Khuang (ook wel: Muang Phuan) |                                              |

### Luiks-Nederlandse niet-onafhankelijke gebieden
| Korte landsnaam (Nederlands) | Status                                                                               | Korte landsnaam (oorspronkelijke taal/talen) |
| ---------------------------- | ------------------------------------------------------------------------------------ | -------------------------------------------- |
| Maastricht                   | Tweeherigheid van Maastricht: Condominium van Luik en de Zeven Verenigde Nederlanden | Nederlands: Maastricht                       |

### Niet-onafhankelijke gebieden van het Maratharijk
Onderstaande gebieden betaalden tribuut aan chhatrapati van de Bhonsle-dynastie of stonden onder direct bestuur van de Bhonsle. 
| Korte landsnaam (Nederlands) | Status                                                                  | Korte landsnaam (oorspronkelijke taal/talen) |
| ---------------------------- | ----------------------------------------------------------------------- | -------------------------------------------- |
| Aundh                        | Aundh                                                                   | Marathi: औंध                                  |
| Bhor                         | Bhor                                                                    | Marathi: भोर                                  |
| Daphlapur                    | Daphlapur (ook wel: Daflepur), onder bestuur van de Dafle-dynastie      | Marathi:                                     |
| Jath                         | Jath (ook wel: Joth), onder bestuur van de Dafle-dynastie               | Marathi: जत                                  |
| Phaltan                      | Phaltan, onder bestuur van de Nimbalkar-dynastie                        | Marathi: फलटण                                |
| Sawantwadi                   | Sawantwadi (ook wel: Savantvadi), onder bestuur van de Bhonsle-dynastie | Marathi: सावंतवाडी                               |
| Thanjavur                    | Thanjavur (ook wel: Tanjore), onder bestuur van de Bhonsle-dynastie     | Marathi: तंजावूर                                |

### Marokkaanse niet-onafhankelijke gebieden
| Korte landsnaam (Nederlands) | Status              | Korte landsnaam (oorspronkelijke taal/talen) |
| ---------------------------- | ------------------- | -------------------------------------------- |
| Timboektoe                   | Pasjalik Timboektoe | Arabisch: Timbuktu / تمبكتو                  |

### Niet-onafhankelijke gebieden van Modena en Reggio
| Korte landsnaam (Nederlands) | Status                                        | Korte landsnaam (oorspronkelijke taal/talen) |
| ---------------------------- | --------------------------------------------- | -------------------------------------------- |
| Malaspina-Villafranca        | Protectoraat: Markizaat Malaspina-Villafranca | Italiaans: Malaspina-Villafranca             |

### Nederlandse niet-onafhankelijke gebieden
De Republiek der Zeven Verenigde Nederlanden was een confederatie bestaande uit zeven provincies die vertegenwoordigd waren in de Staten-Generaal: de Heerlijkheid Friesland, het Hertogdom Gelre, het Graafschap Holland, de Heerlijkheid Overijssel, de Stad en Lande (Groningen), de Heerlijkheid Utrecht en het Graafschap Zeeland. Daarnaast omvatte het ook het Landschap Drenthe en de generaliteitslanden Staats-Brabant, Staats-Opper-Gelre, Staats-Overmaas en Staats-Vlaanderen. Het generaliteitsland Westerwolde was de facto een onderdeel van Stad en Lande. Buren, Culemborg, IJsselstein, Bokhoven, Boxmeer, Gemert, Megen en Ravenstein waren onderdeel van het Heilige Roomse Rijk en behoorden officieel niet tot de Republiek. Ze stonden in de praktijk wel onder Nederlandse invloed en zijn daarom hieronder vermeld. Buren, Culemborg en IJsselstein waren tevens bezittingen van de Prins van Oranje. 

In onderstaande lijst staan verder de gebieden vermeld die onder bestuur stonden van de VOC of de WIC. Kleine handelsposten, gelegen op het grondgebied van andere onafhankelijke staten, zijn niet weergegeven. Ook niet apart vermeld zijn de staten (vorstenlanden) in de Indische Archipel die onder protectie stonden van de VOC en soms een grote mate van autonomie hadden. Voorbeelden hiervan zijn: Bacan, Bantam, Bima, Cirebon, Gowa, Mataram, Siau, Tabukan, Tallo en Tidore. De Maldiven stonden eveneens onder protectie van de VOC (vanuit Ceylon).
| Korte landsnaam (Nederlands) | Status | Korte landsnaam (oorspronkelijke taal/talen)               |
| ---------------------------- | --- | ---------------------------------------------------------- |
| Amboina                      | Gouvernement van de VOC                                                                                              | Nederlands: Amboina / Amboyna                              |
| Aruba                        | Eigendom van de West-Indische Compagnie                                                                              | Nederlands: Aruba                                          |
| Banda                        | Gouvernement van de VOC                                                                                              | Nederlands: Banda                                          |
| Batavia                      | Gouvernement van de VOC                                                                                              | Nederlands: Batavia                                        |
| Berbice                      | Kolonie | Nederlands: Berbice                                        |
| Bokhoven                     | Graafschap Bokhoven, deel van het Heilige Roomse Rijk                                                                | Nederlands: Bokhoven                                       |
| Boxmeer                      | Heerlijkheid Boxmeer, deel van het Heilige Roomse Rijk                                                               | Nederlands: Boxmeer                                        |
| Buren                        | Graafschap Buren, bezitting van de Prinsen van Oranje en deel van het Heilige Roomse Rijk                            | Nederlands: Buren                                          |
| Ceylon                       | Gouvernement van de VOC                                                                                              | Nederlands: Zeylan / Seylon / Seylan                       |
| Cheribon                     | Residentie van de VOC                                                                                                | Nederlands: Cheribon                                       |
| Coromandel                   | Gouvernement van de VOC                                                                                              | Nederlands: Coromandel                                     |
| Culemborg                    | Graafschap Culemborg, bezitting van de Prinsen van Oranje en deel van het Heilige Roomse Rijk                        | Nederlands: Culemborg                                      |
| Curaçao                      | Eigendom van de West-Indische Compagnie                                                                              | Nederlands: Curaçao                                        |
| Essequebo                    | Kolonie | Nederlands: Essequebo                                      |
| Gemert                       | Heerlijkheid Gemert, deel van het Heilige Roomse Rijk                                                                | Nederlands: Gemert                                         |
| IJsselstein                  | Baronie IJsselstein, bezitting van de Prinsen van Oranje en heerlijkheid (Vrije Baronie) van het Heilige Roomse Rijk | Nederlands: IJsselstein                                    |
| Java's Noordoostkust         | Gouvernement van de VOC                                                                                              | Nederlands: Java's Noordkust                               |
| Kaapkolonie                  | Kolonie (handelspost) van de VOC                                                                                     | Nederlands: Tussenstation Kaap de Goede Hoop               |
| Makassar (ook wel: Celebes)  | Gouvernement van de VOC                                                                                              | Nederlands: Makassar                                       |
| Malabar (ook wel: Cochin)    | Commandement van de VOC                                                                                              | Nederlands: Malabar                                        |
| Megen                        | Graafschap Megen, deel van het Heilige Roomse Rijk                                                                   | Nederlands: Megen                                          |
| Molukken                     | Gouvernement van de VOC                                                                                              | Nederlands: Molukken                                       |
| Nederlands-Bengalen          | Directoraat van de VOC                                                                                               | Nederlands: Bengalen                                       |
| Nederlands-Malakka           | Gouvernement van de VOC                                                                                              | Nederlands: Malakka / Melakka / Mallacca                   |
| Nederlands-Maurtius          | Gouvernement van de VOC                                                                                              | Nederlands: Mauritius                                      |
| Nederlands-Timor             | Eigendom van de VOC                                                                                                  | Nederlands: Timor                                          |
| Ravenstein                   | Land van Ravenstein (ook wel: Heerlijkheid Ravenstein), deel van het Heilige Roomse Rijk                             | Duits en Nederlands: Ravenstein                            |
| Nederlandse Goudkust         | Eigendom van de West-Indische Compagnie                                                                              | Nederlands: Nederlandsche Bezittingen ter Kuste van Guinea |
| Sint-Eustatius               | Eigendom van de West-Indische Compagnie                                                                              | Nederlands: Sint-Eustatius                                 |
| Sint-Maarten                 | Eigendom van de West-Indische Compagnie                                                                              | Nederlands: Sint-Maarten                                   |
| Slavenkust                   | Eigendom van de West-Indische Compagnie                                                                              | Nederlands: Slavenkust                                     |
| Sumatra's Westkust           | Commandement van de VOC                                                                                              | Nederlands: Sumatra's Westkust                             |
| Suratte                      | Directoraat van de VOC                                                                                               | Nederlands: Suratte / Soeratte                             |
| Suriname                     | Kolonie | Nederlands: Suriname                                       |

### Ottomaanse niet-onafhankelijke gebieden
Egypte, Algiers en Tunis waren onderdelen van het Ottomaanse Rijk, maar hadden een grote mate van autonomie.
| Korte landsnaam (Nederlands) | Status                                                       | Korte landsnaam (oorspronkelijke taal/talen)                |
| ---------------------------- | ------------------------------------------------------------ | ----------------------------------------------------------- |
| Abchazië                     | Vazalstaat: Vorstendom Abchazië                              | Abchazisch: Apsny / Аҧсны́                                   |
| Algiers                      | Eyalet Algiers (ook wel: Koninkrijk Algiers / Staat Algiers) | Arabisch: al Jaza'ir / الجزائر Berbers: Osmaans:            |
| Baban                        | Vazalstaat: Emiraat Baban                                    | Koerdisch:                                                  |
| Badinan                      | Vazalstaat: Badinan                                          | Koerdisch:                                                  |
| Bitlis                       | Vazalstaat: Vorstendom Bitlis                                | Koerdisch:                                                  |
| Botan                        | Vazalstaat: Vorstendom Botan (Bokhti / Bohtan / Buhtan)      | Koerdisch: Botan                                            |
| Egypte                       | Eyalet Egypte                                                | Arabisch: Miṣr / مِصر Osmaans: Mısır / میصیر                 |
| Goeria                       | Vazalstaat: Vorstendom Goeria                                | Georgisch: Guria / გურია                                    |
| Hakkari                      | Vazalstaat: Emiraat Hakkari                                  | Koerdisch:                                                  |
| Imeretië                     | Vazalstaat: Koninkrijk Imeretië                              | Georgisch: Imeretis Samepho / იმერეთის სამეფო               |
| Krim                         | Vazalstaat: Kanaat van de Krim                               | Krim-Tataars: Qırım Yurtu / قريم يورتى Osmaans: خانية القرم |
| Mingrelië                    | Vazalstaat: Vorstendom Mingrelië                             | Mingreels:                                                  |
| Moldavië                     | Vazalstaat: Vorstendom Moldavië                              | Osmaans: Bogdan Roemeens: Moldova                           |
| Mukriyan                     | Vazalstaat: Mukriyan                                         | Koerdisch:                                                  |
| Şirvan                       | Vazalstaat: Emiraat Şirvan                                   | Koerdisch:                                                  |
| Soran                        | Vazalstaat: Emiraat Soran                                    | Koerdisch:                                                  |
| Svanetië                     | Vazalstaat: Vorstendom Svanetië                              | Svanetisch:                                                 |
| Tunis                        | Beylik Tunis                                                 | Arabisch: Osmaans:                                          |
| Walachije                    | Vazalstaat: Vorstendom Walachije                             | Osmaans: Eflak Roemeens: Valahia                            |

### Niet-onafhankelijke gebieden van Pagaruyung
| Korte landsnaam (Nederlands) | Status     | Korte landsnaam (oorspronkelijke taal/talen) |
| ---------------------------- | ---------- | -------------------------------------------- |
| Indragiri                    | Vazalstaat | Maleis: Indragiri                            |

### Perzische niet-onafhankelijke gebieden
| Korte landsnaam (Nederlands) | Status                                                                  | Korte landsnaam (oorspronkelijke taal/talen) |
| ---------------------------- | ----------------------------------------------------------------------- | -------------------------------------------- |
| Akhty-Para                   | Confederatie Akhty-Para                                                 | Lezgisch:                                    |
| Aqusha-Dargo                 | Confederatie Aqusha-Dargo                                               | Lezgisch:                                    |
| Ardalan                      | Vazalstaat: Ardalan (ook wel: Erdalan)                                  | Koerdisch: Perzisch: Ardalān / اردلان        |
| Dizak                        | Vazalstaat: Vorstendom Dizak                                            | Armeens: Perzisch:                           |
| Djaro-Belokani               | Confederatie Djaro-Belokani                                             | Avaars: Tsachoerisch:                        |
| Gazikumukh                   | Vazalstaat: Kanaat Gazikumukh (ook wel: Lak / Kazi-Kumukh / Qazi-Qumuq) | Lak: Gazigumukssa Khanlug Perzisch:          |
| Gulistan                     | Vazalstaat: Vorstendom Gulistan                                         | Armeens: Perzisch:                           |
| Jraberd                      | Vazalstaat: Vorstendom Jraberd                                          | Armeens: Perzisch:                           |
| Kachetië                     | Vazalstaat: Koninkrijk Kachetië                                         | Georgisch: კახეთი                            |
| Kartli                       | Vazalstaat: Koninkrijk Kartli                                           | Georgisch: ქართლი                            |
| Khachen                      | Vazalstaat: Vorstendom Khachen                                          | Armeens: Perzisch:                           |
| Tabassaran                   | Vazalstaat: Vorstendom Tabassaran (ook wel: Tabasaran)                  | Perzisch: Tabassaraans:                      |
| Tarki                        | Vazalstaat: Sjamchalaat Tarki                                           | Koemuks: Targhu / Таргъу Perzisch:           |
| Tsachoer                     | Vazalstaat: Sultanaat Tsachoer (ook wel: Tsakhur / Elisu / Ilisu)       | Azerbeidzjaans: Georgisch: Tsachoerisch:     |
| Varanda                      | Vazalstaat: Vorstendom Varanda                                          | Armeens: Perzisch:                           |

### Portugese niet-onafhankelijke gebieden
De Portugese bezittingen in de Indonesische archipel vielen als Timor, Solor, Flores en Onderhorigheden onder Portugees-Indië en zijn hieronder niet apart weergegeven. Hieronder vielen ook staten onder Portugese protectie zoals het Koninkrijk Larantuka.
| Korte landsnaam (Nederlands)                  | Status                        | Korte landsnaam (oorspronkelijke taal/talen)                                |
| --------------------------------------------- | ----------------------------- | --------------------------------------------------------------------------- |
| (tot 1707) Angra (vanaf 1707)                 | Donataria                     | Portugees: Angra                                                            |
| (tot 1707) Bissau (tot december) (vanaf 1707) | Overzees bezit                | Portugees: Bissau                                                           |
| (tot 1707) Brazilië (vanaf 1707)              | Kolonie                       | Portugees: Brasil                                                           |
| (tot 1707) Faial en Pico (vanaf 1707)         | Donataria                     | Portugees: Faial e Pico                                                     |
| (tot 1707) Fernão do Po (vanaf 1707)          | Kolonie                       | Portugees: Fernão do Po                                                     |
| (tot 1707) Flores en Corvo (vanaf 1707)       | Donataria                     | Portugees: Flores e Corvo                                                   |
| (tot 1707) Graciosa (vanaf 1707)              | Donataria                     | Portugees: Graciosa                                                         |
| (tot 1707) Kaapverdië (vanaf 1707)            | Kolonie                       | Portugees: Cabo Verde                                                       |
| (tot 1707) Macau (vanaf 1707)                 | Kolonie                       | Portugees: Macau                                                            |
| (tot 1707) Madeira (vanaf 1707)               | Kolonie                       | Portugees: Madeira                                                          |
| (tot 1707) Maranhão (vanaf 1707)              | Kolonie                       | Portugees: Maranhão                                                         |
| (tot 1707) Mazagan (vanaf 1707)               | Kolonie                       | Arabisch: Al-Jadida / الجديدة Berbers: Mazaghan / ⵎⴰⵣⵖⴰⵏ Portugees: Mazagão |
| Mutapa                                        | Vazalstaat: Koninkrijk Mutapa | Portugees en Shona: Mutapa                                                  |
| (tot 1707) Portugees-Indië (vanaf 1707)       | Kolonie                       | Portugees: Estado da Índia                                                  |
| (tot 1707) Portugees-Oost-Afrika (vanaf 1707) | Kolonie                       | Portugees: África Oriental Portuguesa                                       |
| (tot 1707) Portugees-West-Afrika (vanaf 1707) | Kolonie                       | Portugees: África Ocidental Portuguesa                                      |
| (tot 1707) Praia (vanaf 1707)                 | Donataria                     | Portugees: Praia                                                            |
| (tot 1707) Principe (vanaf 1707)              | Donataria                     | Portugees: Príncipe                                                         |
| (tot 1707) Santa Maria (vanaf 1707)           | Donataria                     | Portugees: Santa Maria                                                      |
| (tot 1707) São Miguel (vanaf 1707)            | Donataria                     | Portugees: São Miguel                                                       |
| (tot 1707) Sao Tomé (vanaf 1707)              | Donataria                     | Portugees: São Tomé                                                         |

### Pruisische niet-onafhankelijke gebieden
Het Koninkrijk Pruisen was formeel een personele unie tussen het Keurvorstendom Brandenburg, dat onderdeel was van het Heilige Roomse Rijk, en het eigenlijke Koninkrijk Pruisen, dat geen onderdeel was van het Heilige Roomse Rijk. In de praktijk was Brandenburg echter een onderdeel van het Koninkrijk Pruisen met als staatshoofd de Koning in Pruisen. Het Vorstendom Neuchâtel (dat onder Franse bezetting stond) was vanaf 1707 in personele unie met Pruisen verbonden.
| Korte landsnaam (Nederlands) | Status                                                                                                  | Korte landsnaam (oorspronkelijke taal/talen) |
| ---------------------------- | --- | -------------------------------------------- |
| Arguin                       | Overzees bezit                                                                                          | Duits: Arguin                                |
| Brandenburg                  | Keurvorstendom Brandenburg (ook wel: Markgraafschap Brandenburg): onderdeel van het Heilige Roomse Rijk | Duits: Brandenburg                           |
| Groot-Frederiksburg          | Kolonie (Pruisische Goudkust)                                                                           | Duits: Groß Friedrichsburg                   |

### Niet-onafhankelijke gebieden van Ramnad
| Korte landsnaam (Nederlands) | Status                 | Korte landsnaam (oorspronkelijke taal/talen) |
| ---------------------------- | ---------------------- | -------------------------------------------- |
| Pudukkottai                  | Koninkrijk Pudukkottai | Tamil:                                       |

### Russische niet-onafhankelijke gebieden
| Korte landsnaam (Nederlands) | Status                                                 | Korte landsnaam (oorspronkelijke taal/talen)                 |
| ---------------------------- | ------------------------------------------------------ | ------------------------------------------------------------ |
| Kalmukkenkanaat              | Protectoraat                                           | Kalmuks: Хальмг ханат улс Russisch: Калмы́цкое ха́нство        |
| Kozakkenhetmannaat           | Vazalstaat: Roetheense Staat (ook wel: Host Zaporizja) | Oekraïens: Het’manshchyna / Гетьманщина Russisch: Ге́тманщина |

### Rwandese niet-onafhankelijke gebieden
| Korte landsnaam (Nederlands) | Status                                                        | Korte landsnaam (oorspronkelijke taal/talen) |
| ---------------------------- | ------------------------------------------------------------- | -------------------------------------------- |
| Buhoma                       | Vazalstaat: Koninkrijk Buhoma                                 | Kinyarwanda: Buhoma                          |
| Bukonja                      | Vazalstaat: Koninkrijk Bukonja                                | Kinyarwanda: Bukonja                         |
| Bukunzi                      | Vazalstaat: Koninkrijk Bukunzi (ook wel: Koninkrijk Mbirizi)  | Kinyarwanda: Bukunzi                         |
| Bushiru                      | Vazalstaat: Koninkrijk Bushiru                                | Kinyarwanda: Bushiru                         |
| Busozo                       | Vazalstaat: Koninkrijk Busozo                                 | Kinyarwanda: Busozo                          |
| Cyingogo                     | Vazalstaat: Koninkrijk Cyingogo (ook wel: Koninkrijk Kingogo) | Kinyarwanda: Cyingogo                        |
| Kibari                       | Vazalstaat: Koninkrijk Kibari                                 | Kinyarwanda: Kibari                          |
| Ruhengeri                    | Vazalstaat: Koninkrijk Ruhengeri                              | Kinyarwanda: Ruhengeri                       |

### Siamese niet-onafhankelijke gebieden
| Korte landsnaam (Nederlands) | Status                         | Korte landsnaam (oorspronkelijke taal/talen) |
| ---------------------------- | ------------------------------ | -------------------------------------------- |
| Kedah                        | Vazalstaat: Sultanaat Kedah    | Maleis: Kedah                                |
| Pattani                      | Vazalstaat: Koninkrijk Pattani | Pattanimaleis: Patani                        |

### Siciliaanse (Napolitaanse) niet-onafhankelijke gebieden
| Korte landsnaam (Nederlands) | Status | Korte landsnaam (oorspronkelijke taal/talen) |
| ---------------------------- | --- | -------------------------------------------- |
| Malta                        | Vazalstaat bestuurd door de Soevereine Militaire Hospitaal Orde van Sint Jan van Jeruzalem, van Rhodos en van Malta | Italiaans en Maltees: Malta                  |
| Sora                         | Vazalstaat: Hertogdom Sora                                                                                          | Italiaans: Sora                              |

### Spaanse niet-onafhankelijke gebieden
Spanje was een personele unie van de Kroon van Castilië met de Kroon van Aragón. De Kroon van Aragón was op zijn beurt weer een confederatie van verschillende in personele unie met elkaar verbonden monarchieën. De Spaanse Nederlanden, het Hertogdom Milaan en vanaf 1707 het Koninkrijk Napels, het Koninkrijk Majorca en de Stato dei Presidi behoorden officieel ook tot Spanje, maar stonden ten gevolge van de Spaanse Successieoorlog niet onder Spaanse controle.
| Korte landsnaam (Nederlands)        | Status                                                                                           | Korte landsnaam (oorspronkelijke taal/talen)                       |
| ----------------------------------- | ------------------------------------------------------------------------------------------------ | ------------------------------------------------------------------ |
| Aragon (tot 25 januari)             | Koninkrijk Aragon, onderdeel van de Kroon van Aragón                                             | Aragonees en Castiliaans: Aragón Catalaans: Aragó Latijn: Aragonum |
| Catalonië                           | Vorstendom Catalonië, onderdeel van de Kroon van Aragón                                          | Catalaans: Catalunya                                               |
| Majorca (tot 28 september)          | Koninkrijk Majorca, onderdeel van de Kroon van Aragón                                            | Catalaans: Mallorca                                                |
| Napels (tot september)              | Koninkrijk Napels, onderdeel van de Kroon van Aragón                                             | Italiaans: Napoli                                                  |
| Nieuw-Spanje                        | Onderkoninkrijk van de Kroon van Castilië                                                        | Castiliaans: Nueva España                                          |
| Oran en Mazalquivir                 | Bezitting                                                                                        | Castiliaans: Orán y Mazalquivir                                    |
| Peru                                | Onderkoninkrijk van de Kroon van Castilië                                                        | Castiliaans: Perú                                                  |
| Piombino                            | Vorstendom Piombino, onder Spaanse suzereiniteit en in naam een deel van het Heilige Roomse Rijk | Italiaans: Piombino                                                |
| Sardinië                            | Koninkrijk Sardinië, onderdeel van de Kroon van Aragón                                           | Catalaans: Sardenya Latijn: Sardinia Sardijns: Sardigna            |
| Sicilië                             | Koninkrijk Sicilië, onderdeel van de Kroon van Aragón                                            | Catalaans: Sicília Siciliaans: Sicilia                             |
| Stato dei Presidi (tot 24 december) | Spaans bezit, bestuurd door de onderkoning van Napels                                            | Italiaans: Stato dei Presidi                                       |
| Valencia (tot 15 juli)              | Vorstendom Catalonië, onderdeel van de Kroon van Aragón                                          | Aragonees: Valencia Latijn: Valentia Valenciaans: València         |

### Venetiaanse niet-onafhankelijke gebieden
De Republiek Venetië omvatte naast de Dogado (het eigenlijke Venetië) ook de Domini di Terraferma (het achterland ten noorden van de stad Venetië) en de Stato da Màr (de overzeese bezittingen). De Stato da Màr omvatte het Koninkrijk Morea, Venetiaans-Istrië, Venetiaans-Dalmatië, Venetiaans-Albanië en de Ionische Eilanden.
| Korte landsnaam (Nederlands) | Status                                  | Korte landsnaam (oorspronkelijke taal/talen) |
| ---------------------------- | --------------------------------------- | -------------------------------------------- |
| Domini di Terraferma         | Domein                                  | Venetiaans: Domini di Terraferma             |
| Poljica                      | Autonome gemeenschap: Republiek Poljica | Kroatisch: Poljica Venetiaans: Poglizza      |
| Stato da Màr                 | Overzees bezit                          | Venetiaans: Stato da Màr                     |

### Vietnamese niet-onafhankelijke gebieden
| Korte landsnaam (Nederlands) | Status                        | Korte landsnaam (oorspronkelijke taal/talen) |
| ---------------------------- | ----------------------------- | -------------------------------------------- |
| Champa                       | Vazalstaat: Koninkrijk Champa | Vietnamees: Cham Pa                          |

### Zweedse niet-onafhankelijke gebieden
| Korte landsnaam (Nederlands) | Status                                                                                               | Korte landsnaam (oorspronkelijke taal/talen)           |
| ---------------------------- | --- | ------------------------------------------------------ |
| Bremen-Verden                | Hertogdom Bremen en Vorstendom Verden, deel van het Heilige Roomse Rijk                              | Duits: Bremen                                          |
| Estland                      | Zweeds bezit: Hertogdom Estland (Zweeds-Estland)                                                     | Estisch: Eestimaa Hertsogiriik Zweeds: Svenska Estland |
| Palts-Zweibrücken            | Hertogdom Palts-Zweibrücken, deel van het Heilige Roomse Rijk in personele unie met Zweden verbonden | Duits: Pfalz-Zweibrücken                               |
| Skåneland                    | Zweeds bezit                                                                                         | Zweeds: Skåneland                                      |
| Wismar                       | Zweeds bezit in het Heilige Roomse Rijk                                                              | Duits en Zweeds: Wismar                                |
| Zweeds Lijfland              | Zweeds bezit                                                                                         | Estisch: Eestimaa Hertsogiriik Zweeds: Svenska Estland |
| Zweeds-Pommeren              | Zweeds bezit in het Heilige Roomse Rijk                                                              | Duits: Schwedisch Pommern Zweeds: Svenska Pommern      |

### Zwitserse niet-onafhankelijke gebieden
| Korte landsnaam (Nederlands) | Status                                                                                        | Korte landsnaam (oorspronkelijke taal/talen) |
| ---------------------------- | --------------------------------------------------------------------------------------------- | -------------------------------------------- |
| Baden                        | Condominium van Zürich, Bern en Glarus                                                        | Duits: Baden                                 |
| Bellelay                     | Protectoraat van Bern, Biel en Solothurn en rijksabdij van het Heilige Roomse Rijk            | Frans: Bellelay                              |
| Bellinzona                   | Condominium van Uri, Schwyz en Nidwalden                                                      | Italiaans: Bellinzona                        |
| Blenio                       | Condominium van Uri, Schwyz en Nidwalden                                                      | Italiaans: Blenio                            |
| Einsiedeln                   | Protectoraat van Schwyz en rijksabdij van het Heilige Roomse Rijk                             | Duits: Einsiedeln                            |
| Engelberg                    | Protectoraat van Schwyz, Uri, Luzern en Unterwalden en rijksabdij van het Heilige Roomse Rijk | Duits: Engelberg                             |
| Freie Ämter                  | Condominium van diverse kantons                                                               | Duits: Freie Ämter                           |
| Gersau                       | Republiek Gersau: protectoraat van Schwyz, Uri, Luzern en Unterwalden                         | Duits: Gersau                                |
| Grandson                     | Condominium van Bern en Fribourg                                                              | Frans: Grandson                              |
| Grasburg                     | Condominium van Bern en Fribourg                                                              | Duits: Grasburg / Schwarzenburg              |
| Hohensax                     | Condominium van Glarus en Schwyz                                                              | Duits: Hohensax                              |
| La Neuveville                | Protectoraat van Bern en het Prinsbisdom Bazel (deel Heilige Roomse Rijk)                     | Frans: La Neuveville                         |
| La Riviera                   | Condominium van Uri, Schwyz en Nidwalden                                                      | Italiaans: La Riviera                        |
| Leventina                    | Bezitting van Uri                                                                             | Italiaans: Leventina                         |
| Locarno                      | Condominium van diverse kantons                                                               | Italiaans: Locarno                           |
| Lugano                       | Condominium van diverse kantons                                                               | Italiaans: Lugano                            |
| Mendrisio                    | Condominium van diverse kantons                                                               | Italiaans: Mendrisio                         |
| Moutier-Grandval             | Protectoraat van Bern en het Prinsbisdom Bazel en rijksabdij van het Heilige Roomse Rijk      | Frans: Moutier-Grandval                      |
| Murten                       | Condominium van Bern en Fribourg                                                              | Duits: Murten Frans: Morat                   |
| Orbe en Echallens            | Condominium van Bern en Fribourg                                                              | Frans: Orbe et Echallens                     |
| Rapperswil                   | Protectoraat van Zürich, Bern en Glarus                                                       | Duits: Rapperswil                            |
| Rheintal                     | Condominium van diverse Zwitserse kantons                                                     | Duits: Rheintal                              |
| Sargans                      | Condominium van diverse Zwitserse kantons en graafschap van het Heilige Roomse Rijk           | Duits: Sargans                               |
| Tessenberg                   | Condominium van Bern en het Prinsbisdom Bazel (deel Heilige Roomse Rijk)                      | Duits: Tessenberg Frans: Montagne de Diesse  |
| Thurgau                      | Condominium van diverse kantons                                                               | Duits: Thurgau                               |
| Urseren                      | Bezitting van Uri                                                                             | Duits: Urseren                               |
| Uznach                       | Condominium van Glarus en Schwyz                                                              | Duits: Uznach                                |
| Vallemaggia                  | Condominium van diverse kantons                                                               | Italiaans: Vallemaggia                       |
| Windegg                      | Condominium van Glarus en Schwyz                                                              | Duits: Windegg / Gaster                      |